# Ярова Слобідка
Ярова́ Слобі́дка — село в Україні, у Дунаєвецькій міській територіальній громаді Кам'янець-Подільського району Хмельницької області. Населення становить 28 осіб.

## Походження назви

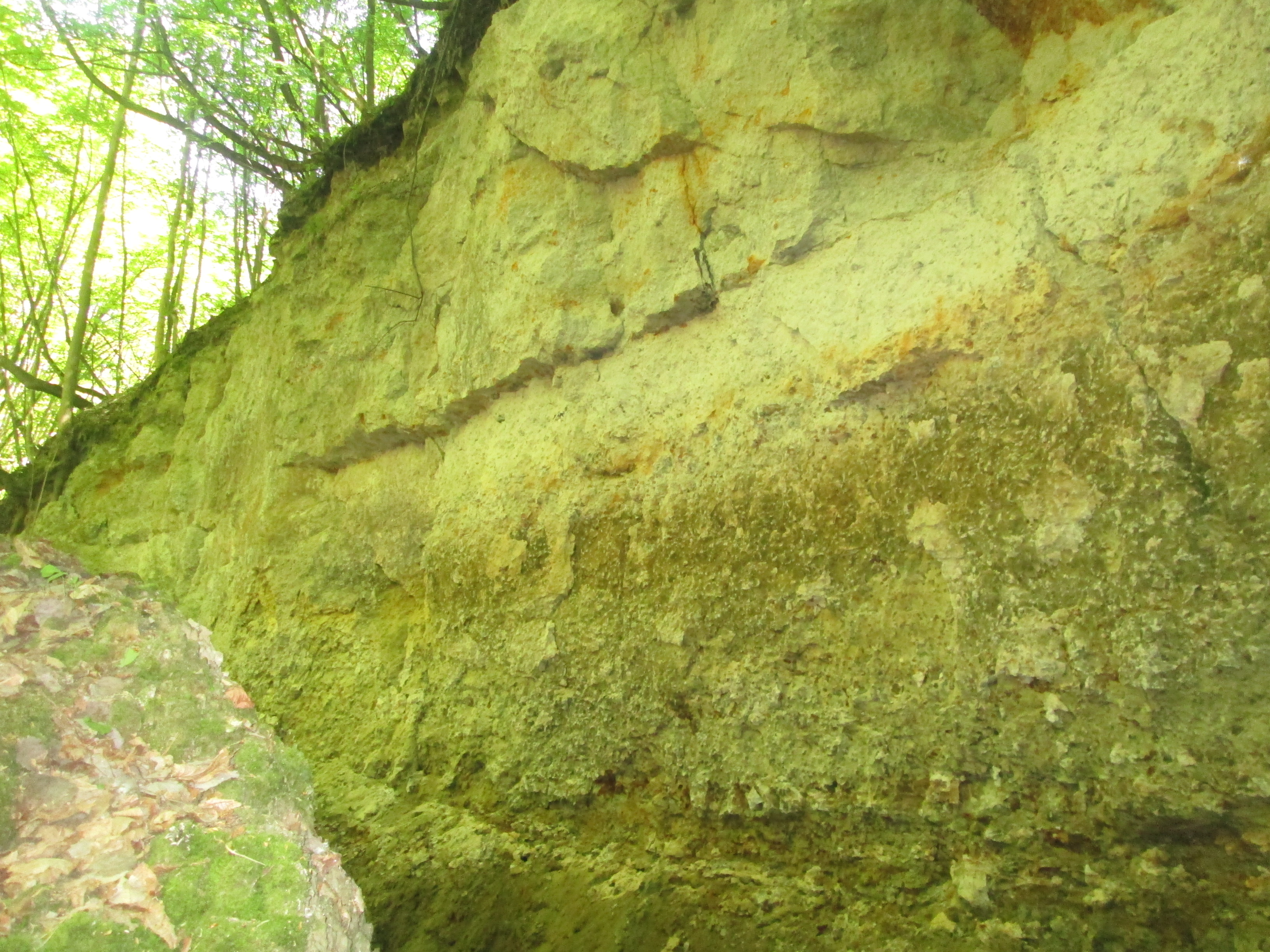
Каньйоноподібний схил яру

Назва села — словосполучення. Яр — тюркізм, означає урвище, прірву, високий скелястий берег. Село розташоване у глибокому яру річки Ушки — звідси і «Ярова». Також на території села є багато ярів і ярків.
Слобідка — це поселення вільних людей, або таких людей, котрі мали чи отримали якісь пільги або привілеї.
Інші варіанти назв: Ярова(1665), Słobudka Jarowa (пол. 1784), Jarowa Słobudka (пол. 1787), Слоб. Ерова (рос. 1805), Słobudka Jarowa, Słoboda Jarowa (пол. 1820), Ярова Слободка (рос. 1862), д. Яровая Слободка (рос. 1893), Ярова Слобідка (укр. 1926).

## Символіка

### Герб

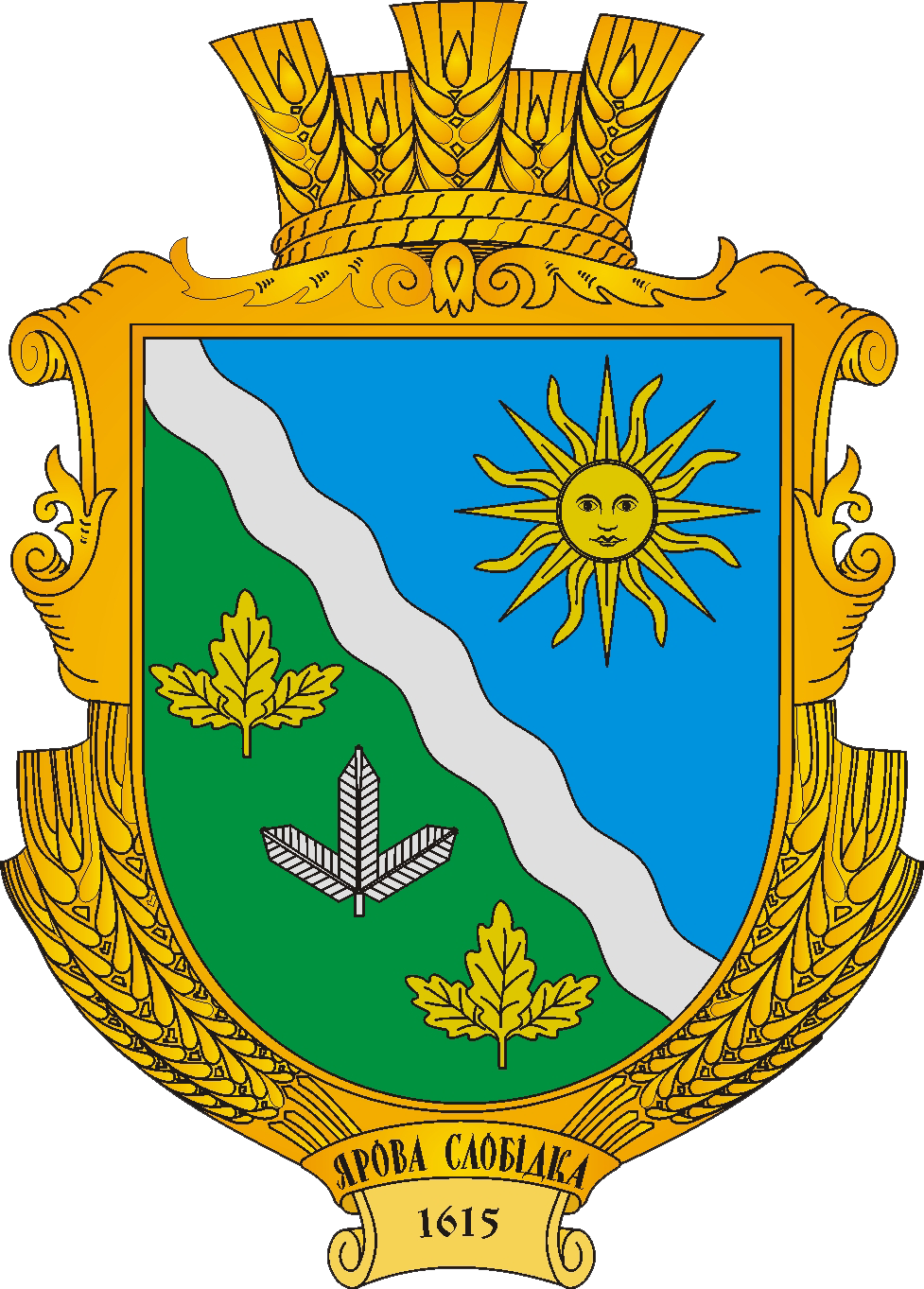

Щит скошений зліва срібним хвилястим пеерв'язом. У першій лазуровій частині золоте усміхнене сонце з шістнадцятьма променями, прямими і хвилястими поперемінно, у другій зеленій три трипалі гілочки в лівий перев'яз, крайні золоті дубові, середня срібна соснова. Щит вписаний в декоративний картуш і увінчаний золотою сільською короною. Унизу картуша напис «ЯРОВА СЛОБІДКА» і дата «1615». Автор - Олег Мельник.
Герб не затверджений сесією міської ради.

### Прапор

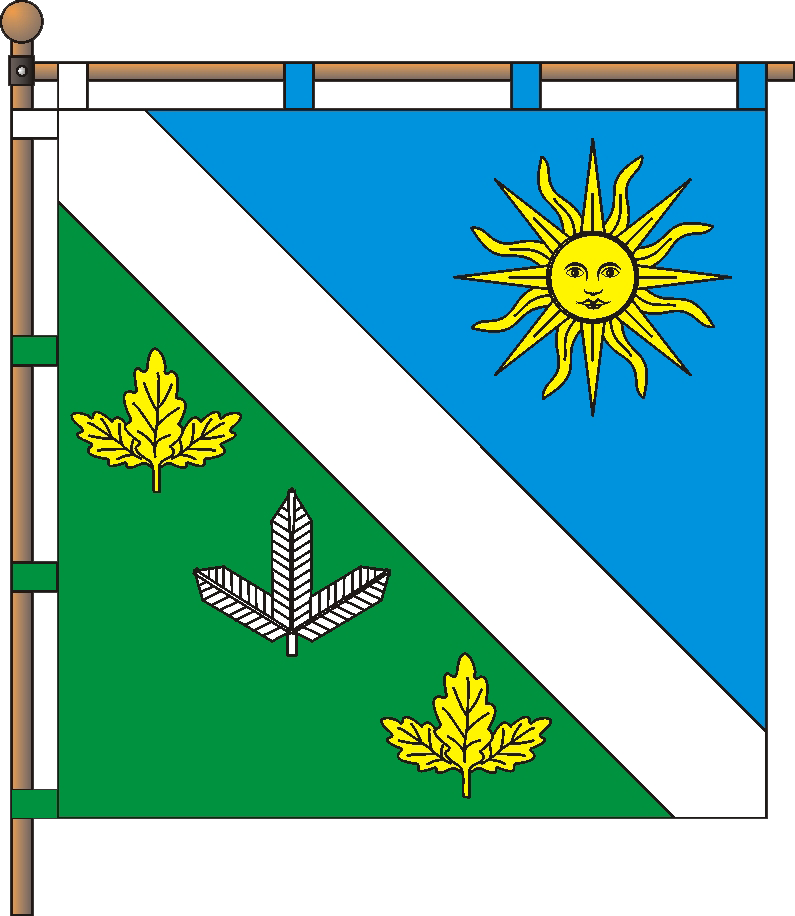

Квадратне полотнище поділене від верхнього древкового кута нисхідною білою діагональною смугою шириною в 1/6 від ширини прапора. На верхній синій частині жовте усміхнене сонце з шістнадцятьма променями, прямими і хвилястими поперемінно, на другій зеленій три трипалі гілочки, розташовані по нисхідній діагонала, крайні жовті дубові, середня біла соснова.
Прапор не затверджений сесією міської ради.

### Пояснення символіки
Сонце — символ Поділля. Хвилястий перев'яз символізує річку Ушку, що протікає через село. Гілочки символізують широколистяні та хвойні ліси, серед яких розкинулася Ярова Слобідка. Зелений колір символізує чистоту природи села. Корона означає статус населеного пункту.
На прапорі повторюються кольори герба.

## Географія

### Територія

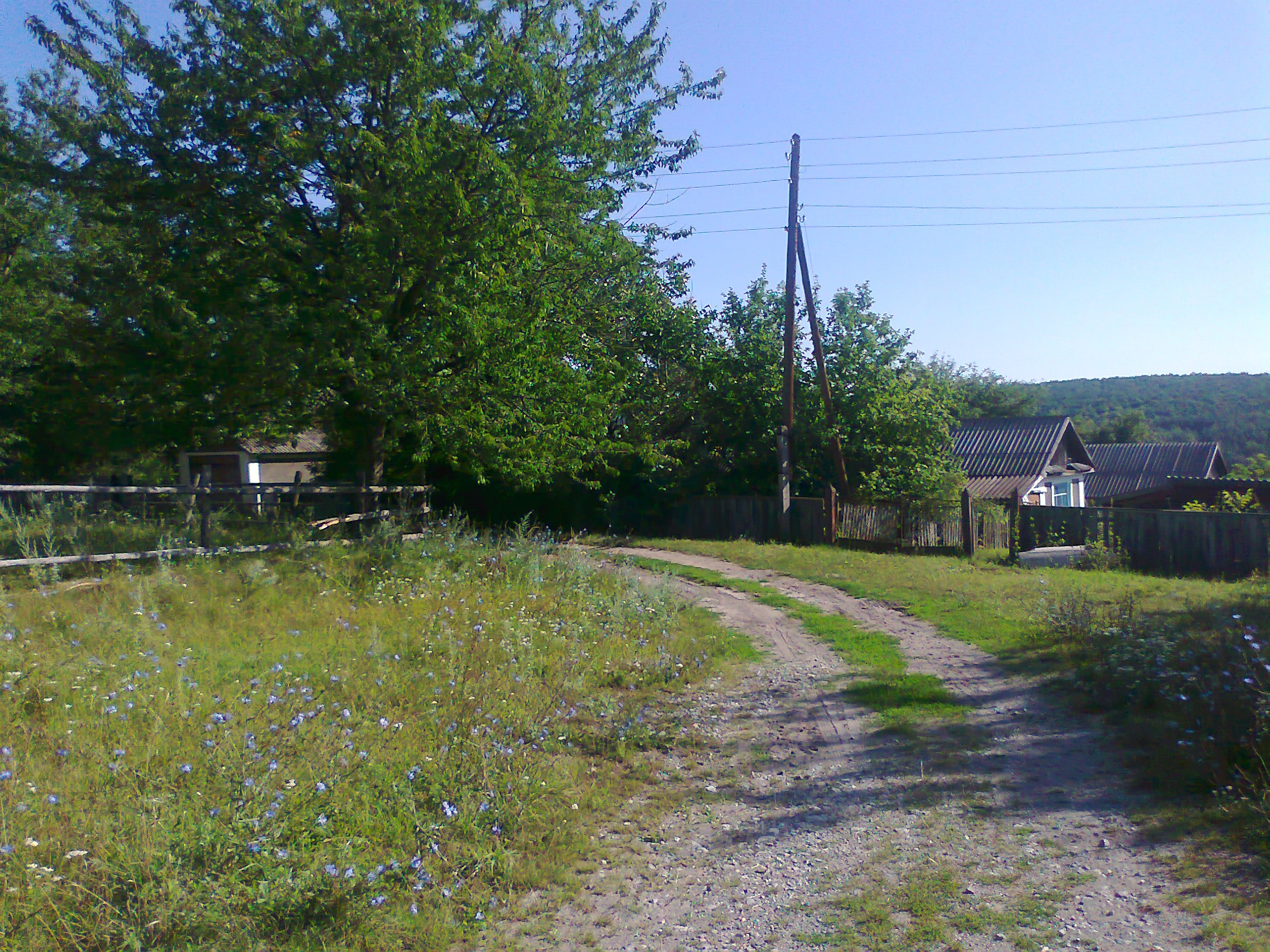
Ярова Слобідка. Вулиця Нагірна

Територія сільських земель Ярової Слобідки є невеликою і розташована досить компактно. Її протяжність із заходу на схід становить близько 3,5 кілометрів, з півночі на південь — 2,5 кілометри.
Площа Ярової Слобідки складає 74,1 гектари, в тому числі 26,5 гектарів — це землі у власності громадян, 20,2 гектарів — землі загального користування та 27,4 гектарів — резервні території. Площа сільських земель Ярової Слобідки становить 377,6 гектарів (включаючи 91,0 гектарів земель лісів Кам'янець-Подільського лісгоспзагу), з них 135,6 га — орні землі, 50,9 га — сільські ліси, 12,2 га — луки та пасовища і 8,9 га — інші землі.
В Яровій Слобідці є лише 2 вулиці загальною довжиною 7,5 кілометрів, зокрема:
- вулиця Набережна — 2,4 кілометри;
- вулиця Нагірна — 1,9 кілометри.

### Географічне положення

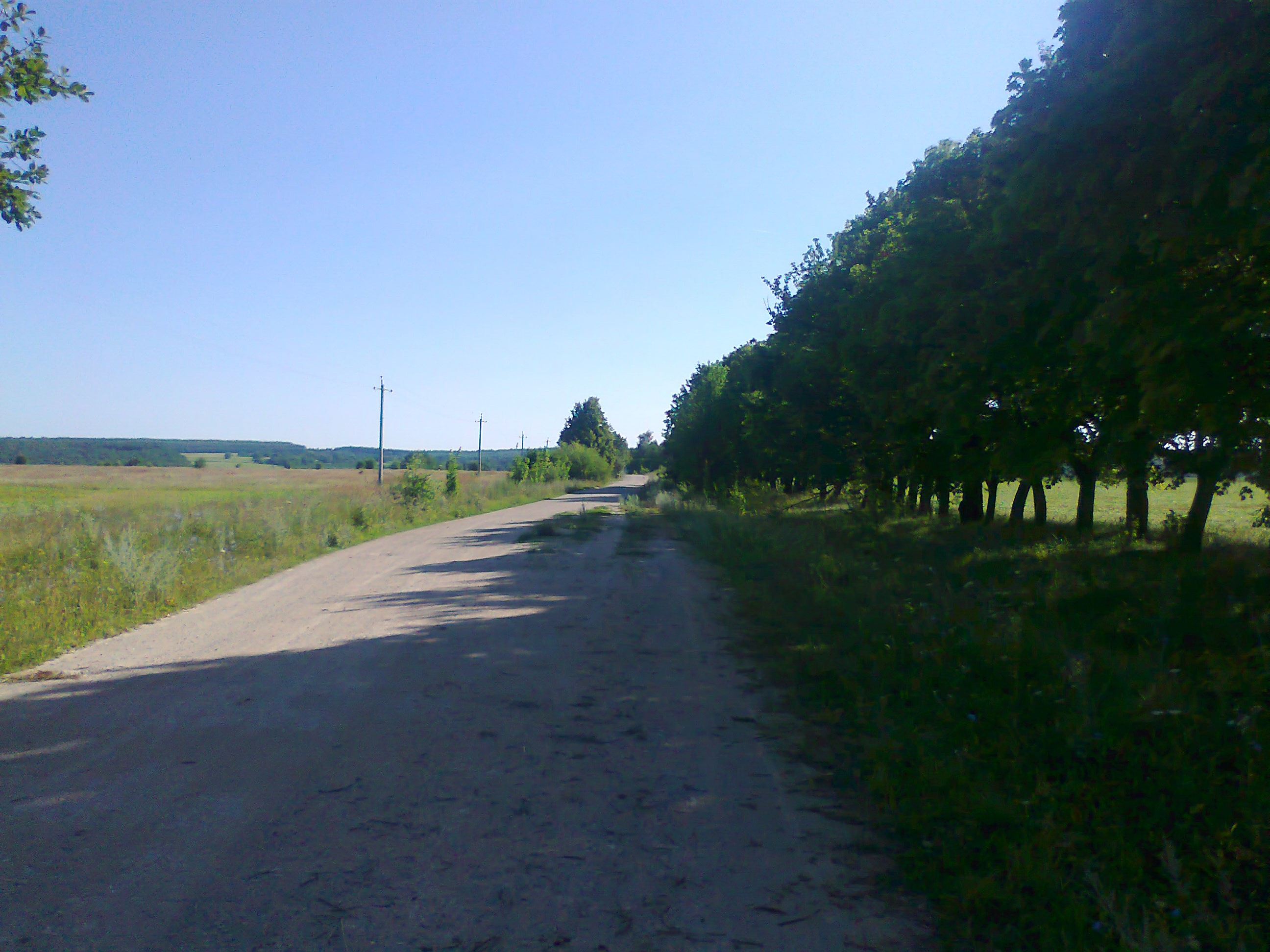
Автошлях О-230623

Село Ярова Слобідка розташована на заході України, на півдні Хмельницької області, в північно-східній частині Дунаєвецького району. Землі Ярової Слобідки межують: на півночі, сході та південному сході — із землями Гути-Морозівської, на півдні та південному заході — із землями Синяківців, на заході та північному заході — із землями Сприсівки.
Село знаходиться за 12 кілометрів на північ від автомобільної дороги Т-23-08 Гуків — Дунаївці — Могилів-Подільський та за 5 кілометрів на південь від автомобільної дороги О-230607 Міцівці — Морозів. Ярова Слобідка є кінцевим пунктом автомобільної дороги О-230623 Сивороги — Ярова Слобідка.
Відстань від Ярової Слобідки до найближчих сіл така: до Гути-Морозівської — 1 кілометр; до Сприсівки — 2 кілометри; до Синяківців — 3 кілометри; Малої Кужелівки — 5 кілометрів; до Морозова — 5 кілометрів; до Руди-Гірчичнянської — 8 кілометрів; до Маліївців — 10 кілометрів. До районного центру — міста Дунаївці з Ярової Слобідки 24 кілометри, до обласного центру — міста Хмельницький 92 кілометри (через Дунаївці, через Сприсівку та Маліївці — 71 кілометр), до Києва — 476 кілометрів (через Дунаївці та Хмельницький, через Нову Ушицю, Бар, Вінницю — 406 кілометрів). Найближча залізнична станція Дунаївці на лінії Гречани — Кам'янець-Подільський розташована за 23 кілометри (через Сприсівку та Маліївці, через Дунаївці — 41 кілометр).

### Рельєф

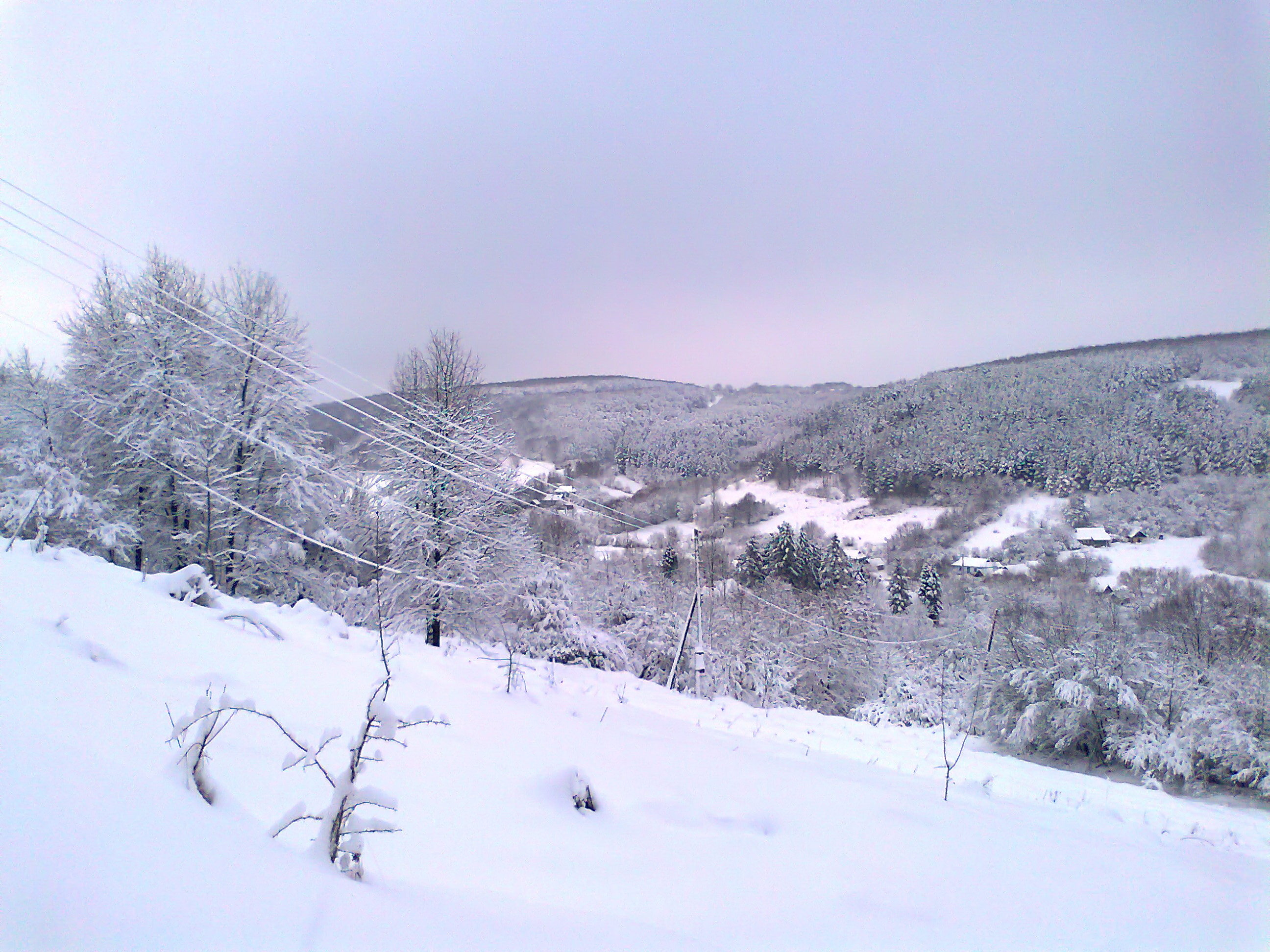
Гірський краєвид Ярової Слобідки

Село розташоване в центральній частині Подільської височини (Придністровська височина), у нижній течії річки Ушки (правої притоки Ушиці, басейн Дністра). Територія села — річкова долина, порізана ярами та балками. Пересічні висоти становлять 200—280 метрів над рівнем моря.
Абсолютна висота — 294 метри над рівнем моря (поле на південний захід від Ярової Слобідки). Амплітуда висот становить 116 метрів.
До несприятливих природних процесів, що проявляються на території сільських земель належать площинний змив, карстоутворення та лінійна ерозія (утворення ярів та балок).

### Корисні копалини
Довкола Ярової Слобідки є поклади корисних копалин осадового походження. Вони представлені в основному нерудними корисними копалинами, які використовують у будівництві. Це зокрема глини, піски, пісковики, будівельний камінь. В долині річки Ушки є поклади фосфоритів — корисних копалини осадового походження, котрі сформовані головним чином з фосфату кальцію (Ca3(PO4)2). Ще на початку XX століття у Яровій Слобідці видобувалася фосфоритна сировина, однак сьогодні видобуток її не проводиться.
В долині річки Ушки є багато джерел мінеральних вод.

### Клімат
Клімат у Яровій Слобідці помірно континентальний. Пересічна температура січня — ‒5,6˚, липня — +18,9˚. Радіаційний баланс 40-45 ккал/см², сумарна сонячна радіація 100—105 ккал/см², кількість сонячного сяйва 1900—2000 годин в рік. Сума активних температур (вищих 10 °C) — 2600°. Чило днів з температурою повітря вище 15°C — 110, число днів з температурою повітря від 5 °C до 15°C — 95. Середня тривалість безморозного періоду становить 170 днів на рік. Опадів випадає близько 560 міліметрів на рік.
Село належить до вологої, помірно теплої агрокліматичної зони (Передкарпатський вологий, теплий район). Пересічна температура січня — ‒5,8˚, липня — +18,2˚. Опадів випадає близько 566 міліметрів на рік. Ґрунтові та агрокліматичні ресурси сприяють розвитку у селі сільського господарства, рекреаційної діяльності та відпочинку.
| Клімат Ярової Слобідки                                              | Клімат Ярової Слобідки | Клімат Ярової Слобідки | Клімат Ярової Слобідки | Клімат Ярової Слобідки | Клімат Ярової Слобідки | Клімат Ярової Слобідки | Клімат Ярової Слобідки | Клімат Ярової Слобідки | Клімат Ярової Слобідки | Клімат Ярової Слобідки | Клімат Ярової Слобідки | Клімат Ярової Слобідки | Клімат Ярової Слобідки |
| Показник                                                            | Січ.                   | Лют.                   | Бер.                   | Квіт.                  | Трав.                  | Черв.                  | Лип.                   | Серп.                  | Вер.                   | Жовт.                  | Лист.                  | Груд.                  | Рік                    |
| Середня температура, °C                                             | −5,6                   | −4,2                   | 1,5                    | 10,2                   | 15,1                   | 18,3                   | 18,9                   | 19,1                   | 14,3                   | 8,0                    | 2,3                    | −2,6                   | 7,8                    |
| Норма опадів, мм                                                    | 45                     | 37                     | 36                     | 44                     | 55                     | 64                     | 62                     | 45                     | 42                     | 34                     | 42                     | 51                     | 560                    |
| ------------------------------------------------------------------- | ---------------------- | ---------------------- | ---------------------- | ---------------------- | ---------------------- | ---------------------- | ---------------------- | ---------------------- | ---------------------- | ---------------------- | ---------------------- | ---------------------- | ---------------------- |
| Джерело: Кліматичні дані Ярової Слобідки на сайті«www.meteoprog.ua» |                        |                        |                        |                        |                        |                        |                        |                        |                        |                        |                        |                        |                        |

### Поверхневі та підземні води
Вся територія Ярової Слобідки та сільських земель належить до річкового басейну Ушки, яка є правою притокою річки Ушиця, що належить до басейну Дністра.
Через Ярову Слобідку із північного заходу на південний схід протікає річка Ушка, загальна довжина якої становить 34 км. Ярова Слобідка розташована у нижній течії річки по обидва її береги. Ушка протікає сільськими землями Ярової Слобідки близько 2,5 кілометри. Тут вона приймає дві ліві притоки довжиною 1,5 км та 0,55 км.
В долині Ушки є мінеральні джерела.

### Ґрунти
На території Ярової Слобідки та її земель переважають ясно-сірі та сірі опідзолені, глеюваті середньо та слабо змиті, середньосуглинкові ґрунти (височинна частина села та сільських земель). В долині річки Ушки та її приток переважають дерново-карбонатні, слабо розвиті, легкосуглинкові ґрунти, а також — лучно-болотні та делювіально-балкові ґрунти.

### Рослинний світ

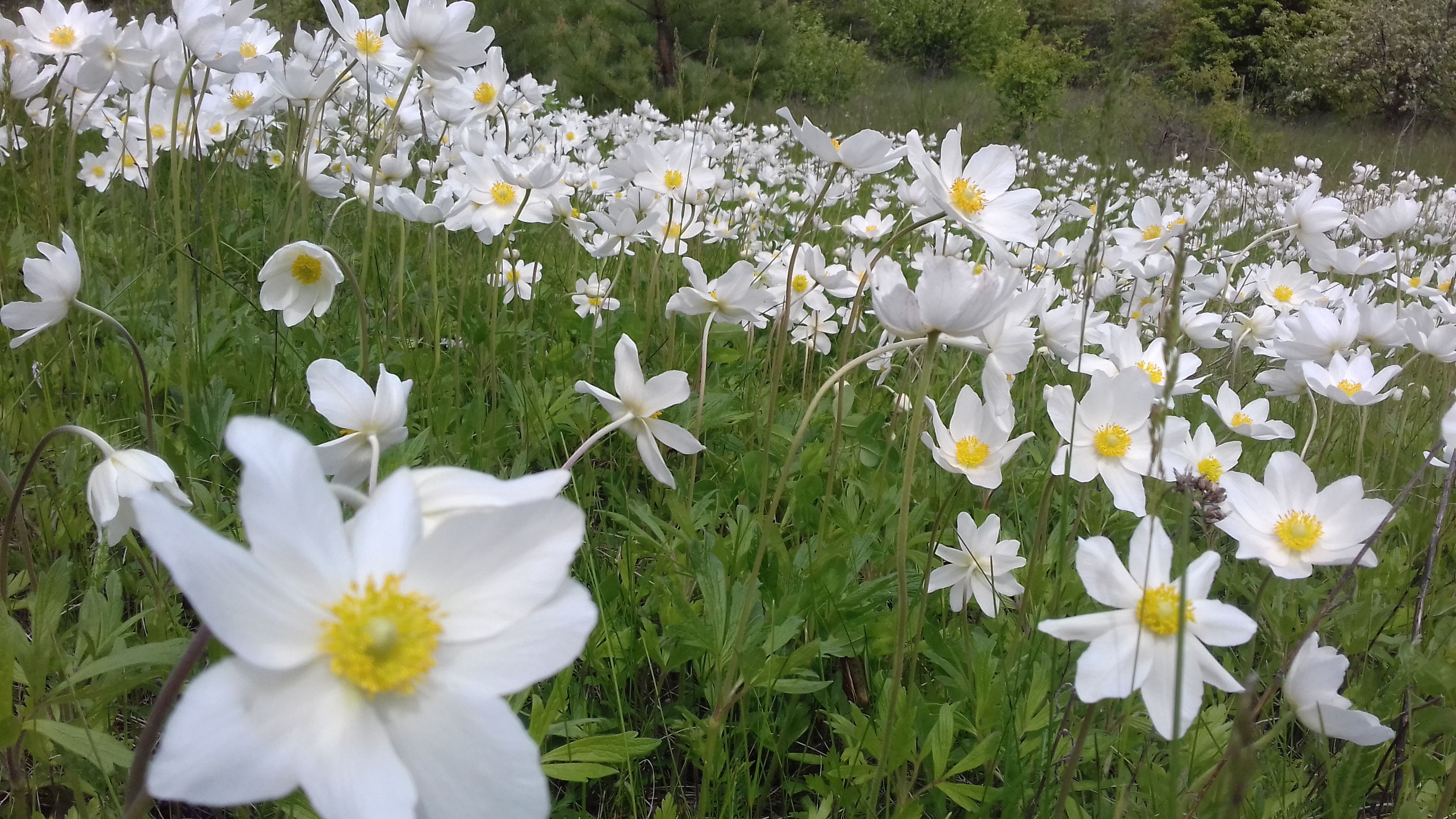
Безмежне поле анемони

Рослинний світ Ярової Слобідки представлений лісостеповими видами рослинності. Тут переважають грабово-дубові та соснові ліси, в яких чітко виділяється ярусність. Верхній ярус утворюють дерева, середній ярус (підлісок) — кущі, нижній ярус — трав'янисті рослини, гриби. Основні лісотвірні породи дерев — граб і дуб, ростуть також клен, ясень, липа, сосна, ялина, береза, вільха, берест, осика. Серед підліску росте ожина, шипшина, барбарис, ліщина, малина, бузина. Навесні в лісах першими зацвітають підсніжники, печіночниця, ряст, медунка, анемони. Пізніше — конвалія, фіалки, купина, любка. Влітку під деревами вегетують лише вологолюбні, тіньовитривалі рослини — папороті, мохи, копитняк. Інші трав'янисті рослини ростуть на галявинах і узліссях. Серед них: звіробій, деревій, валеріана, ромашка, іван-чай. У лісах багато грибів.
Загалом лісами вкрито 142,0 гектари сільських земель. Лісистість території становить 37,61 %.
Майже всі ділянки колишнього степу розорані й зайняті різноманітними сільськогосподарськими культурами. Природна степова рослинність (різнотрав'я) у Яровій Слобідці збереглася лише на схилах ярів та балок.

### Тваринний світ
Тваринний світ сільських земель представлений лісовими та степовими видами. Представники тваринниго світу лісу — лисиця, вепр, сарна, лісова куниця, їжак, вивірка, вуж тощо. Представники тваринного світу степу — заєць, ящірка, тхір, полівка, мідянка. Багато видів птахів — дятли, синиці, сойки, дрозди, зяблики, ворони, граки, круки, горобці, жайворонки, ластівки, лелеки.
Поблизу водойм зустрічаються ондатра, видра.

### Фізико-географічне районування
Село розташоване в межах Західноукраїнської лісостепової фізико-географічної провінції, Середньо-Подільської фізико-географічної області, Верхньоушицького фізико-географічного району. Тут переважають луко-широколистянолісові височинні розчленовані та терасові рівнинні східноєвропейські ландшафти. В долині річки Ушки переважають заплавні лучно-болотні ландшафти. Вони розташовані на денудаційно-акумулятивних лесових рівнинах. До несприятливих природних процесів, що проявляються на території Ярової Слобідки належать карстоутворення, лінійна ерозія (утворення ярів та балок) та зсувні процеси.

## Населення
За весь час свого існування Ярова Слобідка належала до малих сільських населених пунктів. Чисельність населення села майже ніколи не перевищувало кількості 300 осіб. З початку XIX століття число мешканців постійно зростала і цей процес тривав аж до Другої світової війни. Із середини XX століття відбувається процес депопуляції населення, причому до кінця століття він значно посилився.
Згідно Всеукраїнського перепису населення 2001 року у Яровій Слобідці мешкало 96 осіб. Національний склад населення однорідний. Українці становили 97,92 % від загальної кількості. З інших національностей у Яровій Слобідці проживали росіяни (2,08 %). Більшість мешканців села — 97,92 % розмовляли та вважали своєю рідною мовою українську мову.
Природний приріст населення — від'ємний (коефіцієнт смертності значно перевищує коефіцієнт народжуваності). Сальдо міграції також від'ємне.

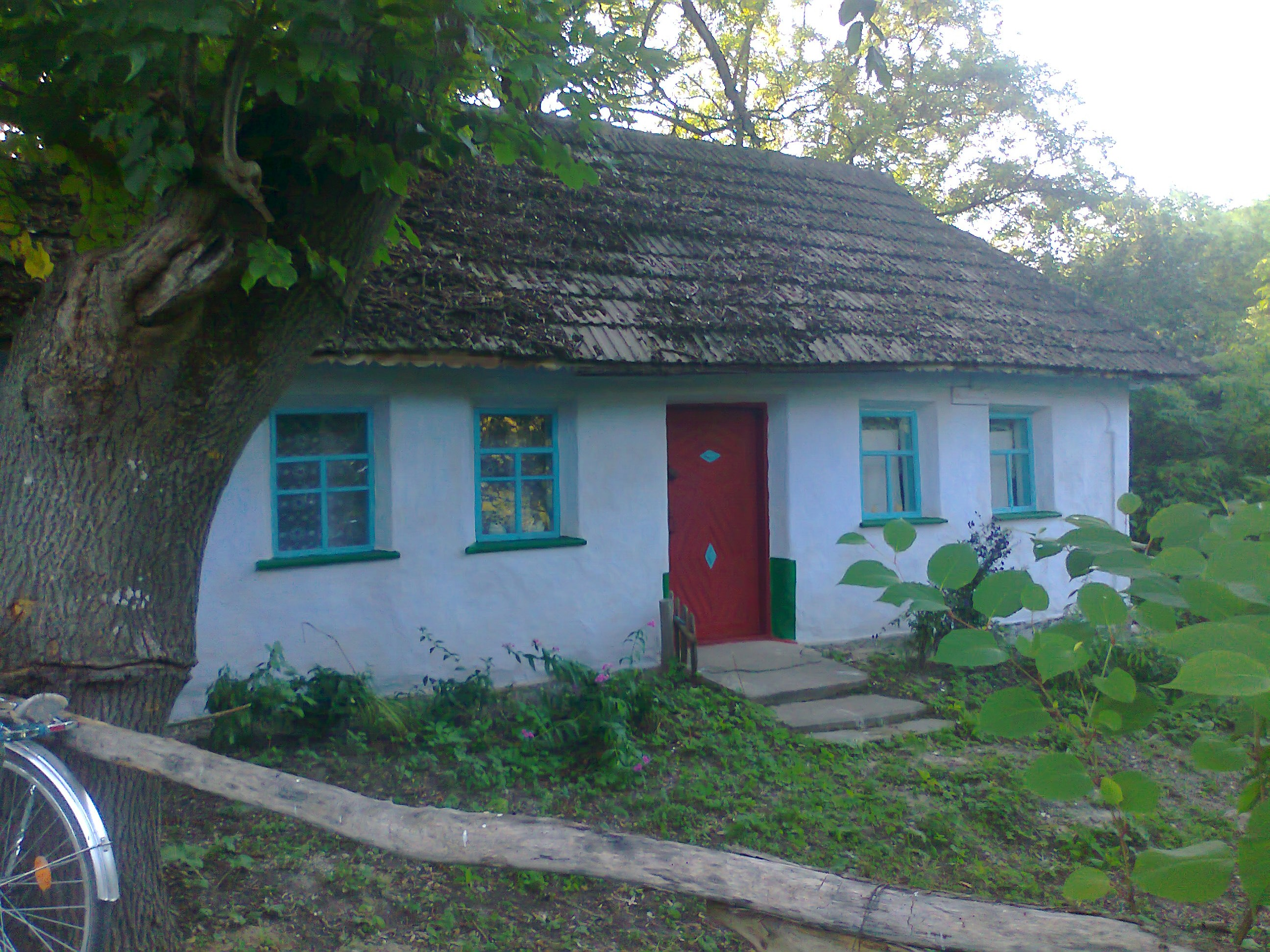
Сільська хата

За віковою структурою населення Ярової Слобідки розподілялося наступним чином:
особи, молодші працездатного віку — 10,42 %;
особи працездатного віку — 43,75 %;
особи, старші працездатного віку — 45,83 %.
Вікова структура населення Ярової Слобідки за переписом 2001
Вікова структура населення
Розподіл населення Ярової Слобідки за віком та статтю (2010)
| Стать | Всього | До 15 років | 15-24 | 25-44 | 45-64 | 65-85 | Понад 85 |
| --- | ------ | ----------- | ----- | ----- | ----- | ----- | -------- |
| Чоловіки | 20     | 3           | 2     | 4     | 8     | 3     | 0        |
| Жінки | 35     | 2           | 4     | 8     | 10    | 10    | 1        |
| \| Статево-вікова піраміда \| Статево-вікова піраміда \| Статево-вікова піраміда \| \| ----------------------- \| ----------------------- \| ----------------------- \| \| Чоловіки \| Вік \| Жінки \| \| 0 \| 85 + \| 1 \| \| 0 \| 80-84 \| 1 \| \| 1 \| 75-79 \| 3 \| \| 1 \| 70-74 \| 2 \| \| 1 \| 65-69 \| 4 \| \| 2 \| 60-64 \| 3 \| \| 2 \| 55-59 \| 1 \| \| 3 \| 50-54 \| 4 \| \| 1 \| 45-49 \| 2 \| \| 1 \| 40-44 \| 1 \| \| 1 \| 35-39 \| 2 \| \| 1 \| 30-34 \| 3 \| \| 1 \| 25-29 \| 2 \| \| 2 \| 20-24 \| 3 \| \| 0 \| 15-20 \| 1 \| \| 1 \| 10-14 \| 1 \| \| 1 \| 5-9 \| 1 \| \| 1 \| 0-4 \| 0 \| |        |             |       |       |       |       |          |
| Статево-вікова піраміда |        |             |       |       |       |       |          |
| Чоловіки | Вік    | Жінки       |       |       |       |       |          |
| 0 | 85 +   | 1           |       |       |       |       |          |
| 0 | 80-84  | 1           |       |       |       |       |          |
| 1 | 75-79  | 3           |       |       |       |       |          |
| 1 | 70-74  | 2           |       |       |       |       |          |
| 1 | 65-69  | 4           |       |       |       |       |          |
| 2 | 60-64  | 3           |       |       |       |       |          |
| 2 | 55-59  | 1           |       |       |       |       |          |
| 3 | 50-54  | 4           |       |       |       |       |          |
| 1 | 45-49  | 2           |       |       |       |       |          |
| 1 | 40-44  | 1           |       |       |       |       |          |
| 1 | 35-39  | 2           |       |       |       |       |          |
| 1 | 30-34  | 3           |       |       |       |       |          |
| 1 | 25-29  | 2           |       |       |       |       |          |
| 2 | 20-24  | 3           |       |       |       |       |          |
| 0 | 15-20  | 1           |       |       |       |       |          |
| 1 | 10-14  | 1           |       |       |       |       |          |
| 1 | 5-9    | 1           |       |       |       |       |          |
| 1 | 0-4    | 0           |       |       |       |       |          |

Згідно Всеукраїнського перепису населення з 96 мешканців Ярової Слобідки 27 осіб — це чоловіки та 69 осіб — жінки. Жіноче населення складало 71,88 % від загальної кількості, а чоловіче — лише 28,12 %.
За віросповіданням переважна більшість мешканців Ярової Слобідки є православними (87,5 % усіх мешканців села). Значно менше у селі римо-католиків — (12,5 %).
Густота населення Ярової Слобідки становила 25,42 осіб/км², що значно нижче, ніж середня густота в Дунаєвецькому районі, Хмельницькій області та Україні.
Зміна кількості населення Ярової Слобідки

## Топоніми села

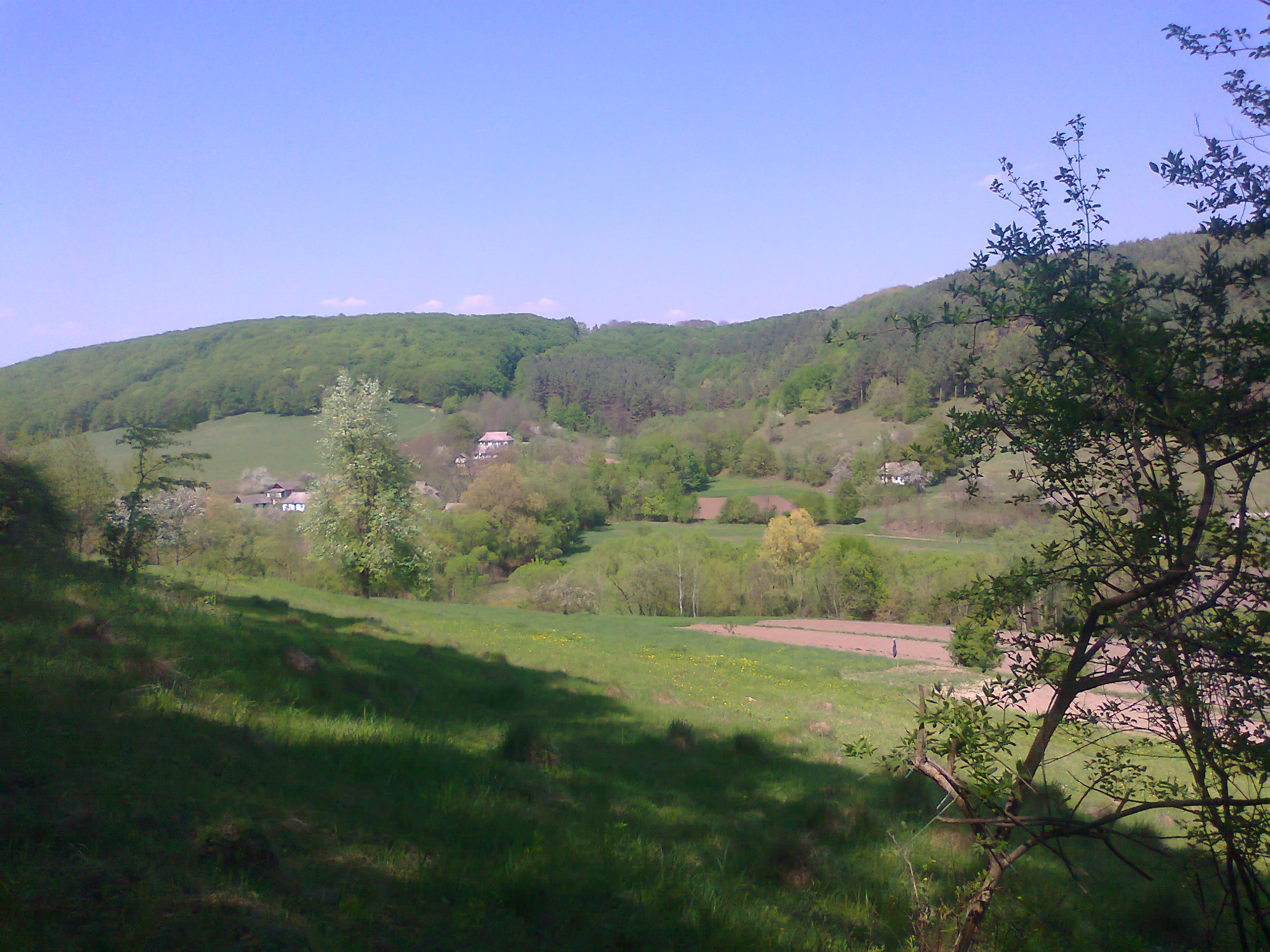
Вид на північно-західну частину Ярової Слобідки

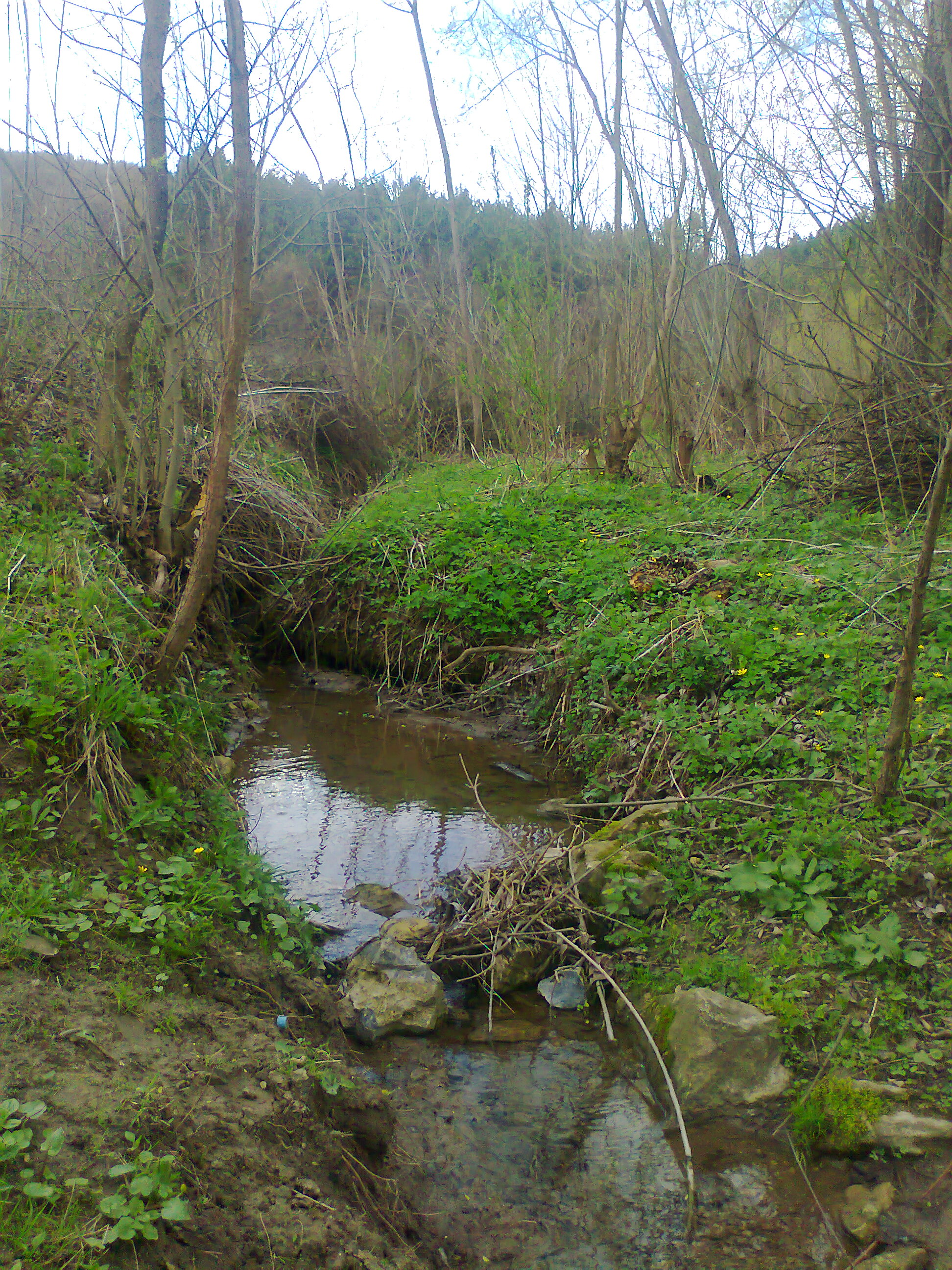
Безіменний потічок із Гути-Морозівської

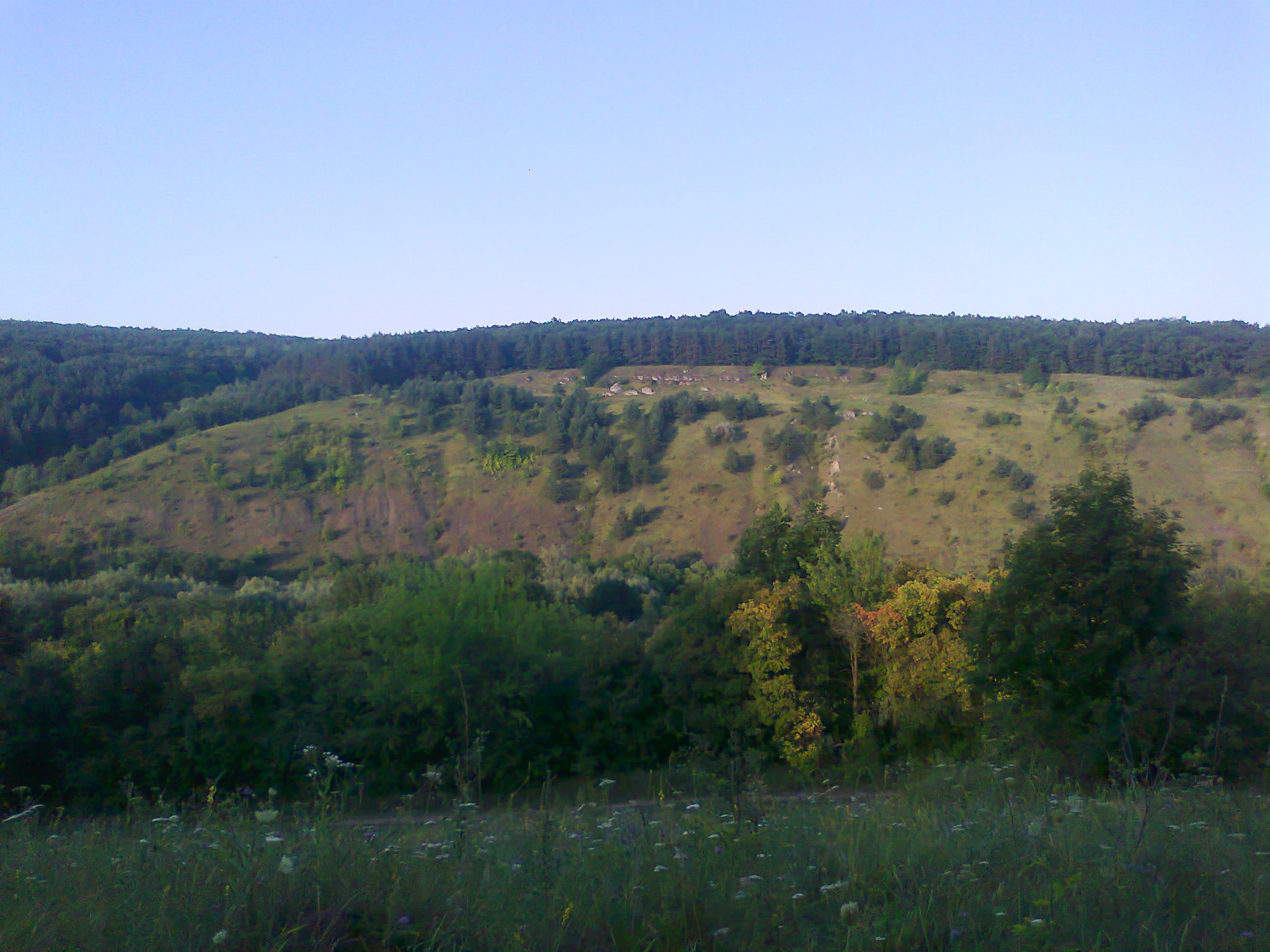
Літні краєвиди

Ярова Слобідка складається з таких історично сформованих земель: полів — Гранички, Пасічиськ; лісів — Дубини, Вушки, Зрубів; урочищ — Виспи, Долинів, Яньової гори, Балок тощо.
Балки — назва урочища, що знаходиться на лівому високому березі річки Ушки на північний схід від Ярової Слобідки. На цьому підвищеному схилі є невеликі від'ємні форми рельєфу (видолинки), дно яких заболочене.
Брід — назва північно-східної частини Ярової Слобідки, що розташована за річкою Ушкою (на її лівому березі). Річка тут, меандруючи, робить велике коло і є набагато мілководнішою, ніж в інших місцях, тому тут люди завжди переправлялися через неї в брід. Саме на Броді у Яровій Слобідці протягом XVIII — середини XX століть розташовувався водяний млин, збудований з каменю.
Виспа — назва лівого крутого схилу річки Ушки, що розташований на крайній південь від Ярової Слобідки. Ця назва походить від зсувних процесів, що тут відбуваються. Саме від осипання землі пішла назва Виспи.
Вушка — назва лісу, розташованого на правому березі річки Ушки на південь від Ярової Слобідки. Назва цього лісу походить від назви річки, однак через місцевий говір мешканців села вона звучить не як «Ушка», а як «Вушка».
Граничка — поле на південний захід від Ярової Слобідки. Це поле межує з полями Синяківців і є їхньою межею (граничкою). В минулому тут була межа Мукарівського староства, у якому перебувала Ярова Слобідка та єзуїтських володінь, куди входили Синяківці.
Долини — назва урочища, розташованого на південний схід від Ярової Слобідки в долині річки Ушки. Колись тут мешканці села тримали невеличкі городи, так як у селі, через його географічне положення земельні наділи були досить малими.
Дубина — назва лісу, розташованого на високому лівому березі Ушки, на схід від Ярової Слобідки. Сама назва цього лісу вказує на основну породу дерев, які тут ростуть — дуби.
Зруби — назва соснового лісу, розташованого на правому схилі річки Ушки між нижньою та верхньою частиною Ярової Слобідки. В давнину тут також зростав ліс, однак його зрубали для того, щоб селяни випасали тут худобу. Однак у післявоєнний час, з метою берегозакріплення на цьому місці знову було висаджено ліс.
Кармалюкова скала — назва скелі, що знаходиться на лівому березі річки Ушки за два кілометри на південний схід від Ярової Слобідки. За переказами, у цій скелі мав свою схованку Устим Кармелюк.
Кремінниця — назва лівого крутого схилу річки Ушки, розташованого напроти північно-східної частини Ярової Слобідки. Ця назва походить від місцевої назви каменю — кремінця. Фактично тут, за великої крутизни схилу практично відсутній родючий шар ґрунту, а земля встелена невеличкими плоскими камінчиками, які нагадують кремінь.
Мілярів куток — назва західної низинної околиці Ярової Слобідки, розташованої на правому березі річки Ушка, де мешкає родина Мілярів.
Над Фір'яном — назва поля на південь від Ярової Слобідки, яке знаходиться вище садиби, в якій мешкала родина Романових. Господаря звали Фір'ян.
Парники — назва заплави лівого берега Ушки, розташованого у верхній течії річки в межах села. В радянський час тут знаходилися колгоспні парники, де селяни вирощували розсаду тютюну та деяких городніх культур (капусти, помідорів тощо). Згодом цю землю було роздано селянам Ярової Слобідки під городні ділянки.
Пасічиска (Пасічиськи) — поле на крайній південь від Ярової Слобідки. Назва цієї місцини вказує на те, що колись тут росла велика і густа соковита трава, якою селяни випасали худобу. Власне, Пасічиска — це гарне пасовище.
Перехід — назва лісового урочища, що знаходиться на північ від Ярової Слобідки. Це велика балка, дном якої протікає невеликий струмок до Ушки. Тут найзручніше місце для переходу з одного горба на інший: зі Щовба на Яньову гору.
Під Гутою — назва крайнього північного кутка Ярової Слобідки, що розташований неподалік села Гута-Морозівська. Здавна ця частина Ярової Слобідки є присілком Гути-Морозівської. На сьогодні вона відноситься до складу Морозівської сільської ради.
Пляци — назва пасовища, розташованого з північної сторони одразу ж за селом. Колись тут було колгоспне поле, яке належало Гуті-Морозівській. Тепер тут мешканці Гути-Морозівської випасають худобу.
Ушка (Мала Ушиця) — річка, права притока річки Ушиці (басейн Дністра), що протікає Яровою Слобідкою з північного заходу на південний схід. Назва річки Ушки походить від назви річки Ушиці. Ця назва утворена від топооснови Уш- та суфіксу -ка. Щодо назви Ушиці, то літописна назва її Оушица. Цю назву виводять від старослов'янського «ошую» — по лівий бік, ліворуч в означенні «ліва притока». Не виключено, назва могла утворитися від поширення на її берегах «оушь», «ушь» — так наші предки називали один з видів дягелю — багаторічну трав'янисту рослину з родини зонтичних, яку з давніх часів вживали в їжу і як ліки.
Щовб — високий шпилеподібний горб на лівому схилі річки Ушки, що височіє над Яровою Слобідкою з північно-східної сторони.
Яньова гора — вершина лівого схилу річки Ушки, який височить з північної сторони над селом. Колись тут був невеликий виселок Ярової Слобідки, де знаходилося три селянських садиби. Назва місцини пішла від назви власного імені першого поселенця, який тут обжився — Івана (на місцевому діалекті — Яньо). Очевидно ще й те, що цей поселенець був католицької віри.

## Історія

### Перші згадки
Вперше Ярова Слобідка разом із сусіднім селом Сприсівкою згадується у люстраціях Барського староства Подільського воєводства Речі Посполитої в 1615 та 1629 роках. Власне Ярова Слобідка у західній частині зливається зі Сприсівкою і є ніби її присілком. Також між Сприсівкою та Яровою Слобідкою існувало невелике поселення — Слобідка-Сприсовецька (або Сприсовецький Яр, як його називали місцеві мешканці).

### Адміністративно-територіальна приналежність

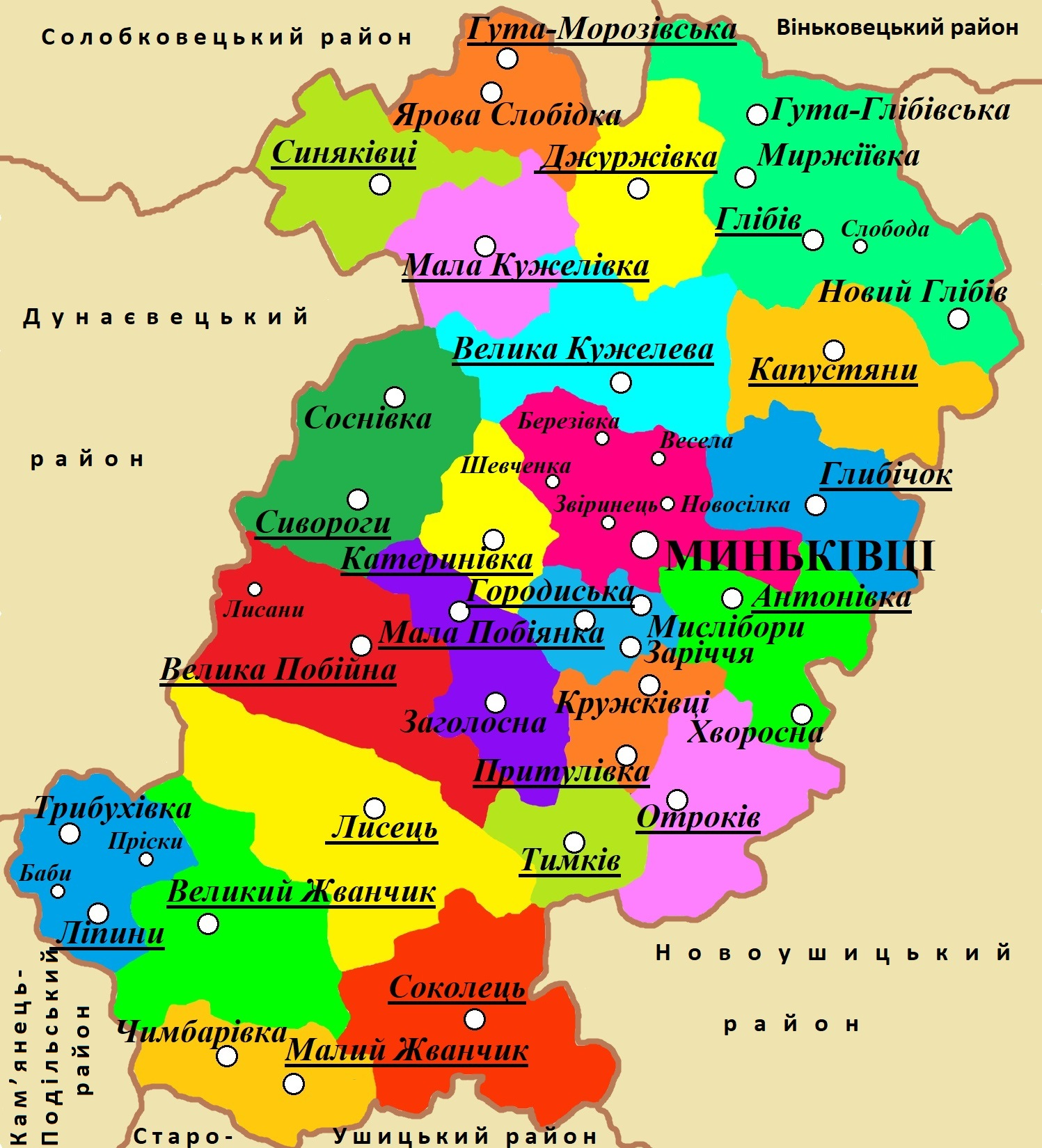
Ярова Слобідка на адміністративній карті Миньковецького району. 1946 рік

До 1793 р. — у складі Подільського воєводства Речі Посполитої.
1665—1793 рр. — у складі Мукарівського староства Подільського воєводства Речі Посполитої.
1672—1699 рр. — у складі Османської імперії, в межах Зіньківської нахії Барського санджаку Подільського еялету.
1793—1917 рр. — у складі Російської імперії.
1795—1796 рр. — у складі Подільського намісництва.
1796—1923 р. — у складі Мукарівської волості Ушицького повіту Подільської губернії.
1918—1920 рр. — у складі Української Народної республіки.
1922—1991 рр. — у складі УРСР СРСР.
З 7.03.1923 р. — Малокужелівська сельрада Новоушицький район Кам'янецької округи Подільської губернії.
З.06.1925 р. — Малокужелівська сельрада Миньковецький район Кам'янецької округи.
З 13.06.1930 р. — Малокужелівська сельрада Миньковецький район Проскурівської округи.
З 2.10.1930 р. — Малокужелівська сельрада Миньковецький район УСРР.
Протягом 3.02.1931-26.02.1935 рр. — у складі Малокужелівська сельрада Новоушицького району.
З 9.02.1932 р. — Малокужелівська сельрада Новоушицький район Вінницької області.
З 4.05.1935 р. — Малокужелівська сельрада Миньковецький район Кам'янецького прикордонного округу Вінницької області.
З 22.10.1937 р. — Гуто-Морозівська сільська рада Миньковецький район Кам'янець-Подільської (з 4.02.1954 р. Хмельницької) області.
Липень 1941 — березень 1944 рр. — Миньковецька управа, Дунаєвецький ґебітскомісаріат, генеральна округа «Волинь-Поділля», Райхскомісаріат Україна.
З 27.01.1959 р. — Малокужелівська сільська рада Дунаєвецький район Хмельницької області УРСР.
З 24.08.1991 р. — Малокужелівська сільська рада Дунаєвецький район, Хмельницька область, Україна.
З 15.08.2015 р. — Малокужелівський старостинський округ Дунаєвецької міської ОТГ Хмельницької області, Україна.
З 21.07.2020 р. — Малокужелівський старостинський округ Дунаєвецької міської ОТГ Кам'янець-Подільського району Хмельницької області, Україна.

### Річ Посполита

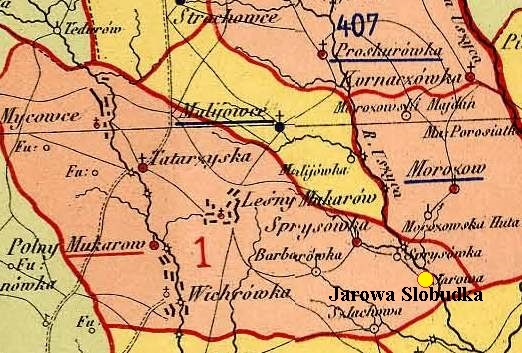
Ярова Слобідка на карті Атласу Речі Посполитої XVI—XVII століття

З 1616 року Ярову Слобідку, як і Мукарів Польовий та Мукарів Підлісний орендував каштелян галицький Андрій Гурський. Історія Ярової Слобідки тісно переплетена з історією сусідніх сіл — Сприсівки, Польового та Підлісного Мукарева.
У 1629 році такими селами, як Сприсівка, Ярова Слобідка, Мукарів Польовий та Мукарів Підлісний володіли польські шляхтичі Казановські, які пізніше продали Ярову Слобідку зі Сприсівкою барському старості шляхтичу Конєцпольському. Вже у 1638 році ці два села переходять від барського старости Конєцпольського до шляхтича Верховського. У 60-х роках XVII століття нащадки Казановських продали Ярову Слобідку Олександру Гумецькому, котрий передав село своїй дочці — Вероніці, яка пошлюбила каштеляна краківського Яна Фонреля. Саме за нього у 1665 році було утворене особливе Мукарівське староство, до складу якого увійшли Сприсівка, Сприсовецький Яр та Ярова Слобідка.
В період турецького володарювання на Поділлі 1672—1699 років староство занепало, більша частина мешканців змушена була покидати обжиті місця і тікати від турецького поневолення на Волинь та Галичину. Ярова Слобідка тоді обезлюдніла. Після того, як турки залишили Поділля, Мукарівське староство відновило своє існування, повернулося населення і в Ярову Слобідку.
Близько 1728 року старостою Мукарівського староства, як і володарем Ярової Слобідки, став шляхтич Йосип Калиновський, син Валентія Калиновського, одруженого з Анною Лянцкорунською — вдовою Андрія Фонреля. Однак вже з 1730 року Яровою Слобідкою володіє маршал литовський До-Кашпо Сципіон. Близько 1744 року село перейшло до Бернарда Гоздського — кавалера ордену Святого Апостола Андрія Первозванного. Саме за цього господаря дещо піднялася прибутковість Ярової Слобідки.

### Російська імперія

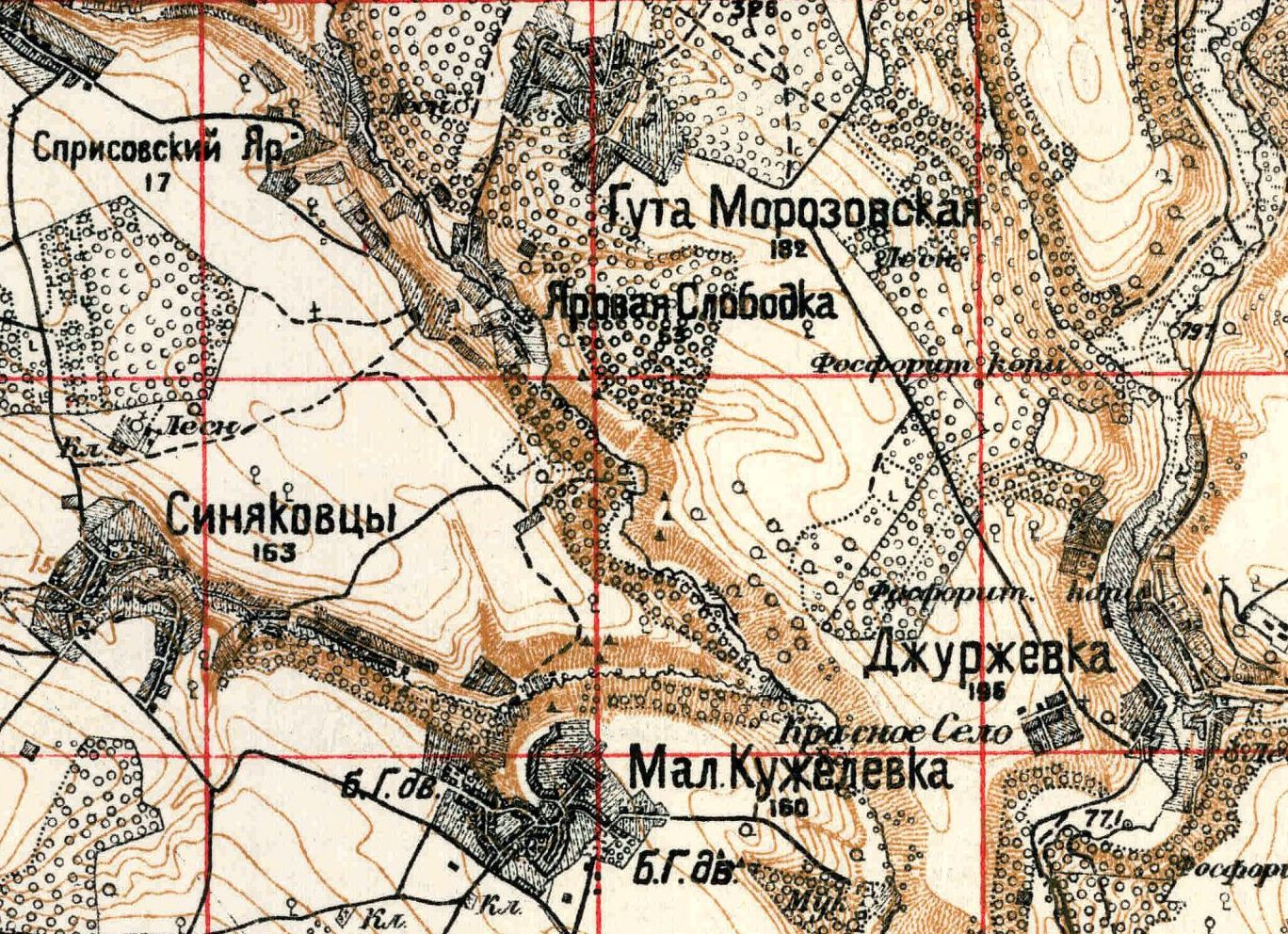
Ярова Слобідка на російській мапі 1901 року

Після смерті Бернарда Гоздського Ярова Слобідка перейшла у власність його дочки Кароліни Нассау-Зіген. По її смерті у 1804 році це помістя перейшло до чоловіка — принца Шарля де Нассау-Зігена — німецького князя, іспанського гранда, російського адмірала. Через чотири роки, по смерті принца у 1808 році Ярова Слобідка стала власністю його прийомної дочки Єлизавети, яка стала дружиною Степана Бутякіна. У 1818 році син Бутякіна — Павло Бутякін закріпив за собою це помістя.
З 2 січня 1820 року Ярова Слобідка перейшла до Камʼянецького біскупства, а з 1842 року — до казни.
У 1843 році Ярову Слобідку орендує шляхтич Свідерський, а наступні три роки — Левицький. Після ліквідації Мукарівського староства Ярова Слобідка ввійшла до складу Мукарівської волості Ушицького повіту Подільської губернії. 1905 року в Яровій Слобідці нараховувалося 46 дворів, в яких мешкало 239 селян, у 1909 році — 249 мешканців (236 осіб — православні, 13 — римо-католики).
Із середини XIX століття у Яровій Слобідці діяла шахта по видобуванню подільських фосфоритів, на якій працювали місцеві селяни. Добуті у Яровій Слобідці фосфорити продавалися на експорт. На початку XX століття, в період нестабільності в державі видобуток фосфоритів у Яровій Слобідці пішов на спад, а згодом і зовсім занепав.

### Ярова Слобідка у роки Першої світової війни
В роки Першої Світової війни 1914—1918 років чоловіків із Ярової Слобідки також було мобілізовано до російської армії. Вони брали участь у багатьох битвах, отримували поранення і гинули. За спогадами мешканців села та згідно військових архівів відомо імена восьми мешканців Ярової Слобідки, котрі воювали у складі російських військ. П'ятеро солдат в боях отримали поранення та контузії, а Демков Андрій Андрійович загинув в бою 01.08.1916 року. Відомо, що Демков Андрій Андрійович за бій під фортецею Перемишль (Галичина) був нагороджений Георгіївським Хрестом IV ступеня (солдатським).
- Бабій Деонісій Миколайович, рядовий 34-го піхотного Севського полку (1915 р.), рядовий 63-го піхотного Углицького полку (1916 р.)
- Бабій Іван Петрович, ратник 50-го піхотного Білостокського полку
- Бабій Трохим Іванович, рядовий 418-ї пішої Подільської дружини
- Демков Андрій Андрійович, молодший унтер-офіцер 135-го піхотного Керч-Єнікальського полку (загинув 01.08.1916 р.). Нагороджений Георгіївським Хрестом IV ступеня (солдатським) за бій під фортецею Перемишль 01.10.31.10.1914 року
- Іванов Іван Михайлович, рядовий 193-го піхотного запасного полку
- Мельник Петро Пилипович, рядовий 46-го піхотного Дніпровського полку
- Романський Станіслав Григорович, рядовий 406-го Щигровського полку
- Федоров Володимир Маркович, рядовий 111-ї пішої Тамбовської дружиниПортал, присвячений подіям і героям Першої світової війни 1914 - 1918

### Село в роки Української революції
Грудень 1917 року Ярова Слобідка під владою військ Центральної Ради.
Січень 1918 року — зайнята військами більшовицької армії.
Лютому 1918 року захоплена австро-німецькими військами.
Друга половина листопада 1918 року війська Директорії.
Квітень 1919 року — війська більшовиків
Червень 1919 року — війська Симона Петлюри.
Липень 1919 року — війська Української Галицької Армії.
Грудень 1919 року — польські війська.
Листопад 1920 року — Червона армія.

### Міжвоєнний період

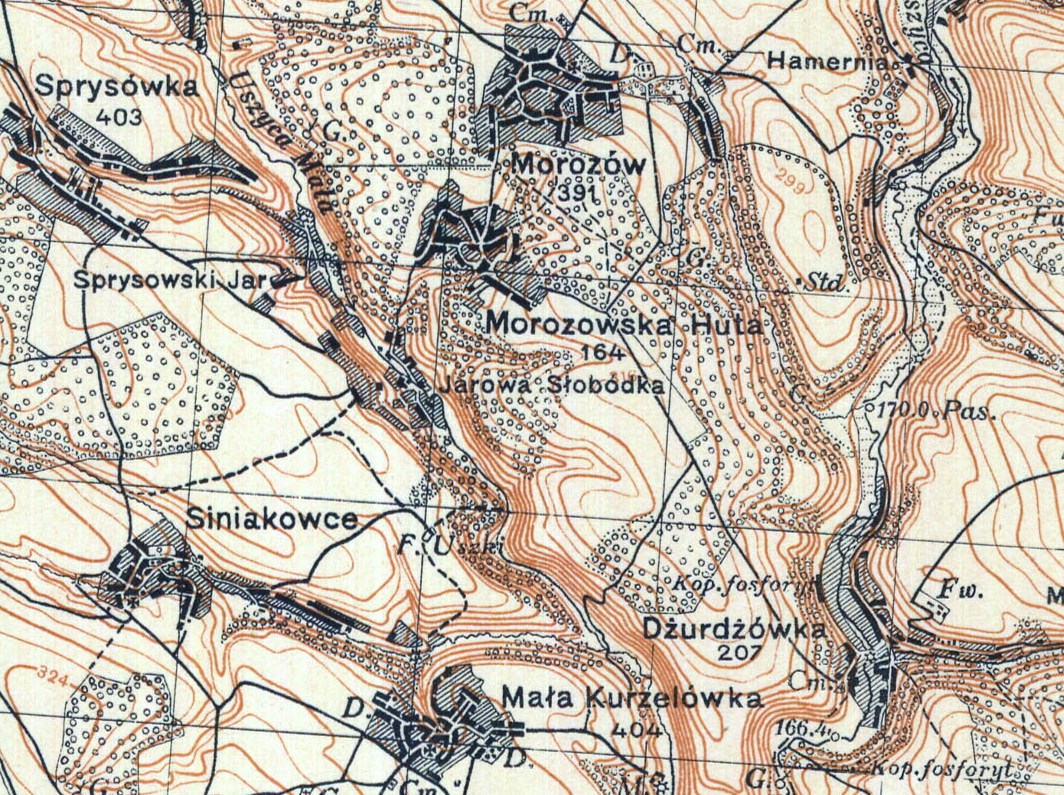
Ярова Слобідка на польській мапі 1930 року

1923 року Ярова слобідка входить до складу Мало-Кужелівської сельради. Протягом 1923—1925 та 1931—1935 років село у складі Новоушицького району, протягом 1925—1931 та 1931—1944 років — у складі Миньковецького району, протягом 1944—1959 — Солобковецького, а з 1959 року — Дунаєвецького району.
На початку 30-х років утворено колгосп «Червона Зірка», спеціалізація якого була спрямована на вирощуванні тютюну, зернових культур та цукрового буряка у рослинництві та розведення коней і великої рогатої худоби у тваринництві.
У серпні — вересні 1930 року поблизу Ярової Слобідки знімалися епізоди художнього фільму «Кармелюк» режисера Ф. Лопатинського.
На початку 40-х років XX століття населення Ярової Слобідки складало 295 мешканців.
Напередодні Другої світової війни Ярова Слобідка входила до складу Гутоморозівської сільської ради Миньковецького району Камʼянець-Подільської області. Тут проживало близько 300 мешканців, які займалися сільським господарством. Місцевий колгосп «Червона Зірка», який був створений на початку 30-х років, спеціалізувався на вирощуванні тютюну, зернових культур, цукрового буряка та городництва, розведенням великої рогатої худоби, коней та свиней. Площа орних земель колгоспу становила понад 220 гектарів, сіножатей — 15 гектарів, пасовищ — близько 20 гектарів. У довоєнному селі з'явився продовольчий магазин, фельдшерський пункт, сільський клуб, на колгоспному подвірʼї стояли збудовані конюшня, корівник, зернотік.

### Червоний терор на селі
У 30-х роках XX століття Ярову Слобідку не оминуло страшне лихо сталінського терору, зокрема — колективізація сільського господарства, розкуркулення та репресії радянського режиму проти населення 1937—1938 року. Тоді жертвами таких репресій та режиму тоталітарної системи стали троє мешканців Ярової Слобідки. Їм висували взагалі безглузді та безпідставні звинувачення, що призвели до смерті двох селян з Ярової Слобідки.
- Вітковський Павло Мартинович, поляк, уродженець села Ярова Слобідка. Малописьменний, колгоспник. Заарештований 26.03.1932 року. Звинувачення: антирадянська агітація. Колегією ДПУ УРСР 09.05.1932 року справу припинено, з-під варти звільнений. Реабілітований прокуратурою Хмельницької області 30.01.1998 року.
- Маковський Йосип Францович, поляк, уродженець села Сприсівка Солобковецького району, мешканець села Ярова Слобідка. Малописьменний, колгоспник. Заарештований 26.04.1938 року. Звинувачення: контрреволюційна діяльність, шпигунство. Трійкою УНКВС Кам’янець-Подільської області 20.09.1938 року засуджений до розстрілу. Вирок виконано 1938 року у Кам’янці-Подільську. Реабілітований військовою прокуратурою Прикарпатського військового округу 18.08.1989 року.
- Телішевський Омелян Ілліч, поляк, уродженець села Сприсівка Солобковецького району, мешканець села Ярова Слобідка. Малописьменний, селянин-одноосібник. Заарештований 16.12.1937 року. Звинувачення: контрреволюційна діяльність. Особливою нарадою НКВС СРСР 08.01.1938 року засуджений до розстрілу. Вирок виконаний 05.02.1938 року у Кам’янці-Подільську. Реабілітований прокуратурою Хмельницької області 21.03.1989 року.

### Друга світова війна
У червні 1941 року на фронт було мобілізовано 20 мешканців Ярової Слобідки.
Село окуповане угорськими військами 11 липня 1941 року.
За час окупації 22 мешканці було насильно вивезено на каторжні роботи до Німеччини.
- Бабій Мартин Гаврилович (1900 – 1967);
- Березніцька Олександра Гаврилівна (1899 – 1999);
- Вітковська Олена Йосипівна (1903 – 1977);
- Вітковська (Березніцька) Ольга Михайлівна (1928 – 2019);
- Гончар (Петрова) Ганна Йосипівна (1924 – 2016);
- Гоцуляк (Федорова) Олена Володимирівна (1925 – 2003);
- Демкова (Іванова) Олена Йосипівна (1923 – 1987);
- Дудка Петро Олександрович (1922 – 1973);
- Жук (Федорова) Ганна Володимирівна (1919 – 2009);
- Іванова (Лозінська) Ганна Адольфівна (1922 – 2010);
- Конашевський Іван Станіславович (1920 – 1996);
- Крикун Євген Михайлович (1926 – 2005);
- Крикун Олександр Степанович (1908 – 1961);
- Матвієва (Скригітель) Марія Іванівна (1924 – 2009);
- Мельник (Лозінська) Михайлина Адольфівна (1924 – 2021);
- Мельник Олександр Петрович (1919 – 1999);
- Мельник Терентій Микитович (1910 – 1989);
- Паразінська (Ковальчук) Ольга Данилівна (1926 – 2009);
- Петров Олександр Степанович (1890 – 1975);
- Романський Кароль Григорович (1898 – 1967);
- Романський Франц Йосипович (1905 – 1977);
- Сорочан Марія Онуфріївна (1912 – 1970);
- Тарчинський Кароль Станіславович (1903 – 1987);
- Шостацька Валерія Станіславівна (1925 – 2004).

З села вигнано нацистських окупантів частинами 161-ї (569-й стрілецький полк, 1036-й артилерійський полк, 413 ОВПТД) стрілецької дивізії 18-ї армії 1-го Українського фронту 28 березня 1944 року.
- Безгубенко Митрофан Іларіонович, старший лейтенант, командир батареї 74-мм гармат 569-го стрілецького полку 161-ї стрілецької дивізії 52-го стрілецького корпусу 18 Армії 1-го Українського фронту. Українець, уродженець села Кутне Мостовського району Ворошиловградської області. Помер від ран 30 березня 1944 року. Похований у селі Ярова Слобідка. Перезахоронений в селі Мала Кужелівка.
- Піщулін Олександр Іванович, рядовий, наводчик ПТФ 413-го окремого винищувального протитанкового дивізіону 161-ї стрілецької дивізії 52-го стрілецького корпусу 18 Армії 1-го Українського фронту. Росіянин, уродженець села Теньково Сатенського району Курської області Російської Федерації. Загинув 28 березня 1944 року. Похований у селі Ярова Слобідка. Перезахоронений у селі Мала Кужелівка.Узагальнений банк даних Меморіал

Після вигнання нацистських окупантів у квітні 1944 року на фронт знову було мобілізовано ще 55 чоловіків. Загалом на фронтах боролися з ворогом 76 мешканців Ярової Слобідки, 32 з них загинули в боях, померли від ран чи пропали безвісти.
- Адамович Микола Сидорович, рядовий, стрілець, 1906-11.09.1944;
- Бабій Антон Трохимович, старшина, стрілець, 1915-1940;
- Бабій Василь Семенович, рядовий, стрілець 1-ї стрілецької роти 1340-го стрілецького полку 234-ї стрілецької дивізії, 1923-05.09.1943;
- Бабій Олександр Матвійович, рядовий, стрілець, 1911-1944;
- Бабій Михайло Дем’янович, рядовий, кулеметник 31-ї окремої стрілецької бригади, 1900-30.11.1942;
- Березніцький Володимир Антонович, рядовий, стрілець, 1910-1941 (помер у німецькому полоні);
- Березніцький Йосип Васильович, рядовий, шабельник 26-го гвардійського кавалерійського полку 7-ї гвардійської кавалерійської дивізії, 1910-05.02.1945;
- Бернецький Микола Францович, молодший лейтенант, командир взводу 73-го корпусного артилерійського полку 42-ї армії Ленінградського фронту, 1910-12.06.1942 (пропав безвісти);
- Вітковський Леонід Антонович, сержант, стрілець, 1916-_.05.1944;
- Вітковський Павло Мартинович, рядовий, стрілець, 1903-21.05.1944;
- Вітковський Павло Михайлович, рядовий, стрілець, 1908-_.05.1944;
- Демков Іван Андрійович, рядовий, стрілець 385-го стрілецького полку 112-ї стрілецької дивізії, 1900-23.03.1945;
- Дмитрук Михайло Рафаїлович, гвардії рядовий 1-го гвардійського укріпрайону 3-го Українського фронту, командир ручного кулемета, 1910-08.03.1945;
- Дубіцький Броніслав Гнатович, рядовий, стрілець 12-го танкового полку 1-ї гвардійської мотострілецької дивізії, 1921-03.09.1941 (пропав безвісти);
- Дудка Микола Іванович, рядовий, стрілець, 1908-1944;
- Залуцький Володимир Олександрович, рядовий, стрілець, 1918-12.08.1944;
- Залуцький Мартин Олександрович, рядовий, стрілець, 1921-17.06.1944;
- Іванов Олександр Іванович, рядовий, стрілець, 1921-13.06.1944;
- Малинков Дмитро Федорович, рядовий, стрілець, 1911-04.07.1944;
- Нижанківський Іван Романович, рядовий, 1908-1944;
- Петров Августин Олександрович, рядовий, стрілець 259-го стрілецького полку 179-ї стрілецької дивізії, 1920-12.10.1941;
- Романов Антон Гнатович, рядовий, стрілець 13-ї армії, 1901-11.03.1945 (помер від ран);
- Романов Феодосій Гнатович, рядовий, стрілець, 1918-_.06.1944;
- Романський Іван Йосипович, рядовий, 1915-_.06.1944;
- Сорочан Микола Іванович, рядовий, шабельник 126-го гвардійського кавалерійського полку 7-ї гвардійської кавалерійської дивізії 13-ї армії, 1912-26.07.1944 (помер від ран);
- Сорочан Павло Олександрович, рядовий, 1910-11.04.1944;
- Сорочан Павло Онуфрійович, рядовий, 1924-_.06.1944;
- Федоров Олександр Федорович, рядовий, механік танкової частини, 1917-22.05.1944;
- Ференчук Антон Дмитрович, рядовий, стрілець, 1912-10.06.1944;
- Червінський Броніслав Іванович, рядовий, стрілець 1085-го стрілецького полку 322-ї стрілецької дивізії 1909-06.10.1944;
- Шурипа Микола Якимович, старший сержант, командир взводу 25-го гвардійського стрілецького полку 1911-18.05.1945 (помер від ран).Узагальнений банк даних Меморіал

За проявлену хоробрість у боротьбі з ворогом на фронтах німецько-радянської війни більше 56 уродженців села Ярова Слобідка нагороджені 75 бойовими орденами та медалями, зокрема медаллю «За відвагу» нагороджено 13 осіб, «За бойові заслуги» — 3, орденом Червоного Прапора — 1, орденом Червоної Зірки — 2, орденом Слави III ступеня — 3.
Орден Червоного Прапора
- Романов Микола Гнатович, 1910, старший краснофлотець, рульовий лідера есмінців "Ташкент" Чорноморського морського флоту - 16.07.1942 р.

Орден Червоної Зірки
- Романов Микола Гнатович, 1910, мічман - 30.04.1954 р.
- Телішевська Галина Омелянівна, 1921, лейтенант медичної служби, старша операційна сестра хірургічного польового рухомого шпиталю №601 1-ї Гвардійської кінно-механізованої групи 2-го Українського фронту - 17.05.1945 р.
- Шурипа Микола Якимович, 1911, сержант, помічник командира взвода 3-ї стрілецької роти 25-го Гвардійського стрілецького Вісленського полку 6-ї Гвардійської стрілецької Рівненської Червонопрапорної ордена Суворова дивізії 13-ї армії 1-го Українського фронту - 02.03.1945 р.

Орден Слави III ступеня
- Гуменний Трохим Дорофійович, 1909, рядовий - 08.06.1967 р.
- Крикун Михайло Степанович, 1902, червоноармієць, кулеметник 1128-го стрілецького Тернопільського полку 336-ї стрілецької Житомирської ордена Суворова ІІ ступеня дивізії 15-го стрілецького корпуса 60-ї армії 4-го Українського фронту - 25.05.1945 р.
- Мельник Микола Никифорович, 1915, Гвардії єфрейтор, номер гарматний 144-го Гвардійського винищувального протитанкового артилерійського полку 3-го Гвардійського кавалерійського Гродненського корпусу 2-го Білоруського фронту - 19.08.1944 р.
- Мельник Микола Никифорович, 1915, гвардії сержант - 16.06.1976 р.
- Шурипа Микола Якимович, 1911, старший сержант, помічник командира взвода 2-ї стрілецької роти 25-го Гвардійського стрілецького Вісленського ордена Богдана Хмельницького та ордена Олександра Невського полку 6-ї Гвардійської стрілецької Рівненської Червонопрапорної ордена Суворова дивізії 13-ї армії 1-го Українського фронту - 12.05.1945 р.

Медаль "За відвагу"
- Бабій Іван Леонтійович, 1919, червоноармієць, замковий батареї 45-міліметрових гармат 947-го стрілецького полку 268-ї стрілецької дивізії 55-ї армії Ленінградського фронту - 30.01.1942 р.
- Бабій Іван Леонтійович, 1919, Гвардії молодший сержант, старший телефоніст 290-го артилерійського Червоно-прапорного полку 104-ї стрілецької дивізії 26-ї армії 3-го Українського фронту - 11.08.1945 р.
- Григор'єв Степан Романович, 1911, рядовий - 08.06.1967 р.
- Демков Павло Тимофійович, 1911, Гвардії рядовий, стрілець 1-ї стрілецької роти 10-го Гвардійського стрілецького ордена Богдана Хмельницького полку 6-ї Гвардійської стрілецької Рівненської Червонопрапорної ордена Суворова дивізії 27-го стрілецького корпусу 13-ї армії 1-го Українського фронту - 03.11.1944 р.
- Демков Павло Тимлфійович, 1911, червоноармієць, мінометник 1-ї мінометної роти 385-го стрілецького Вісленського ордена Богдана Хмельницького та ордена Олександра Невського полку 112-ї стрілецької Рильсько-Коростенської Червонопрапорної ордена Суворова дивізії 6-ї армії 1-го Українського фронту - 26.05.1945 р.
- Демков Сергій Максимович, 1913, старший сержант, командир гармати 3-го танкового батальйону 25-ї танкової Кіровоградської двічі Червонопрапорної ордена Суворова бригади 29-го танкового корпусу 5-й гвардійської танкової армії 2-го Білоруського фронту - 12.02.1945 р.
- Залуцький Анатолій Олександрович, 1915, старший сержант, навідник 1110-го гарматного артилерійського полку резерву головного командування Південно-Західного фронту - 10.03.1943 р.
- Залуцький Григорій Олександрович, 1907, рядовий - 17.06.1976 р.
- Крикун Михайло Степанович, 1902, червоноармієць, автоматник роти автоматників 1128-го стрілецького Тернопільського полку 336-ї стрілецької Житомирської ордена Суворова ІІ ступеня дивізії 15-го стрілецького корпусу 60-ї армії 1-го Українського фронту - 18.03.1945 р.
- Мельник Степан Іванович, 1904, червоноармієць, стрілець 4-ї стрілецької роти 2-го батальйону 714-го стрілецького полку 395-ї стрілецької Таманської Червонопрапорної ордену Суворова дивізії 24 стрілецького корпусу 13-ї армії 1-го Українського фронту - 07.03.1945 р.
- Павлюк Данило Павлович, 1904, Гвардії червоноармієць, стрілець 1-го стрілецького батальйону 313-го стрілецького ордена Кутузова полку 110-ї гвардійської стрілецької Олександрійської двічі Червонопрапорної ордену Суворова дивізії 53-ї армії 2-го Українського фронту  - 12.09.1945 р.
- Рапацький Болеслав Якович, 1918, сержант, зв’язковий управління 1-го дивізіону 501-го мінометного полку 30-ї мінометної Новгородської ордена Суворова бригади 4-го Українського фронту - 15.05.1945 р.
- Романов Федір Гнатович, 1918, сержант, командир відділення роти автоматників 1293-го стрілецького Червонопрапорного полку 160-ї стрілецької дивізії 49-ї армії Західного фронту - 20.09.1943 р.
- Телішевська Галина Омелянівна, 1921, лейтенант медичної служби, старша перев’язочна сестра хірургічного польового рухомого шпиталю № 601 4-го гвардійського козачого кавалерійського Кубанського ордена Леніна Червоно-прапорного ордена Суворова корпусу 2-го Українського фронту- 21.01.1945 р.

Медаль "За бойові заслуги"
- Мельник Олександр Васильович, 1909, рядовий - 24.09.1966 р.
- Романов Микола Гнатович, 1910, старшина 1-ї статті - 30.04.1947 р.
- Романов Федір Гнатович, 1918, сержант, командир відділення роти автоматників 1293-го стрілецького Червонопрапорного полку 160-ї стрілецької дивізії 49-ї армії 2-го Білоруського фронту - 21.02.1945 р.
- Телішевська Галина Омелянівна, 1921, лейтенант медичної служби, старша перев’язочна сестра хірургічного польового рухомого шпиталю № 601 Окремої Приморської армії - 11.07.1944 р.
- Шурипа Микола Якимович, 1911, Гвардії рядовий, стрілець 3-ї стрілецької роти 25-го Гвардійського стрілецького Вісленського полку 6-ї Гвардійської стрілецької Рівненської Червонопрапорної ордена Суворова дивізії 13-ї армії 1-го Українського фронту - 14.10.1944 р.

Медаль Ушакова
- Романов Микола Гнатович, 1910, старшина 1-ї статті - 22.02.1946 р.

Орден Вітчизняної війни І ступеня
- Бабій Іван Леонтійович, - 06.04.1985 р.
- Залуцький Анатолій Олександрович, - 06.04.1985 р.
- Залуцький Григорій Олександрович, - 01.08.1986 р.
- Мельник Олександр Васильович, - 01.08.1986 р.
- Романов Микола Гнатович, 1910, старшина 1-ї статті - 30.03.1946 р.

Орден Вітчизняної війни ІІ ступеня
- Гаврилюк Дмитро Юрійович, - 23.12.1985 р.
- Крикун Михайло Степанович, - 06.04.1985 р.
- Мельник Василь Іванович, - 06.04.1985 р.
- Паразінський Адольф Миколайович, - 11.03.1985 р.
- Рапацький Болеслав Якович, - 06.04.1985 р.
- Романов Степан Гнатович, - 06.04.1985 р.
- Сорочан Антоніна Онуфріївна, - 06.04.1985 р.
- Федоров Микола Володимирович, - 23.12.1985 р.Електронний банк документів «Подвиг народу у Великій Вітчизняній Війні 1941-1945 рр.

### Повоєнний період

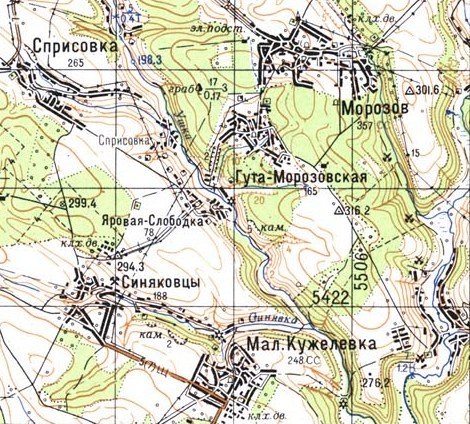
Ярова Слобідка на карті генштабу 1977 року

Наприкінці 40-х років Миньковецьким райкомом партії приймається рішення про переселення до Криму колгоспу «Червона зірка» та мешканців села Ярова Слобідка. Згідно з цим рішенням, до Кримської області перевезли усю колгоспну худобу та коней. Будівельна бригада колгоспу у складі Бабія Івана, Мельника Василя, Паразінського Адольфа, Романова Степана та інших виїхали до Сімферопольського району Кримської області для спорудження будинків для колгоспників із Ярової Слобідки, що мали сюди переселитися. Село зводилося на місці розташування кримськотатарського поселення за 12 кілометрів від міста Сімферополя, мешканців якого депортували із Криму у травні 1944 року. І хоча будівництво завершилося, однак мешканці Ярової Слобідки навідріз відмовилися переселятися, хоча вся колгоспна худоба та коні залишилися там.
У 1950 році в Яровій Слобідці мешкало 278 осіб.
1951 року колгосп «Червона Зірка» Ярової Слобідки об'єднано із колгоспом «Червоний клич» села Синяківці.
1955 року Ярова Слобідка переходить до складу Малокужелівської сільської ради.
В 50-х роках XX століття Ярова Слобідка отримало радіо. В середині 60-х років XX століття в селі з'явилася електрика. Тут були відкриті сільський клуб, дитячі ясла-садок, продовольчий магазин. На річці Ушка працював водяний млин.
Наприкінці 60-років XX століття через Ярову Слобідку планувалося прокласти автомобільну дорогу Дунаївці — Зіньків, для чого необхідно було знести деякі селянські садиби, котрі мішали будівництву траси, однак цей задум не був здійснений.
Більшість мешканців Ярової Слобідки працювали на бригаді № 3 села Синяківці та на тваринницькій фермі, що розташовувалася на Озері. З 80-х років XX століття село отримало приміське автобусне сполучення із містом Дунаївці.
На початку XXI століття у селі мешкало 96 осіб, станом на 01.01.2015 року — 34 мешканці.

## Галерея

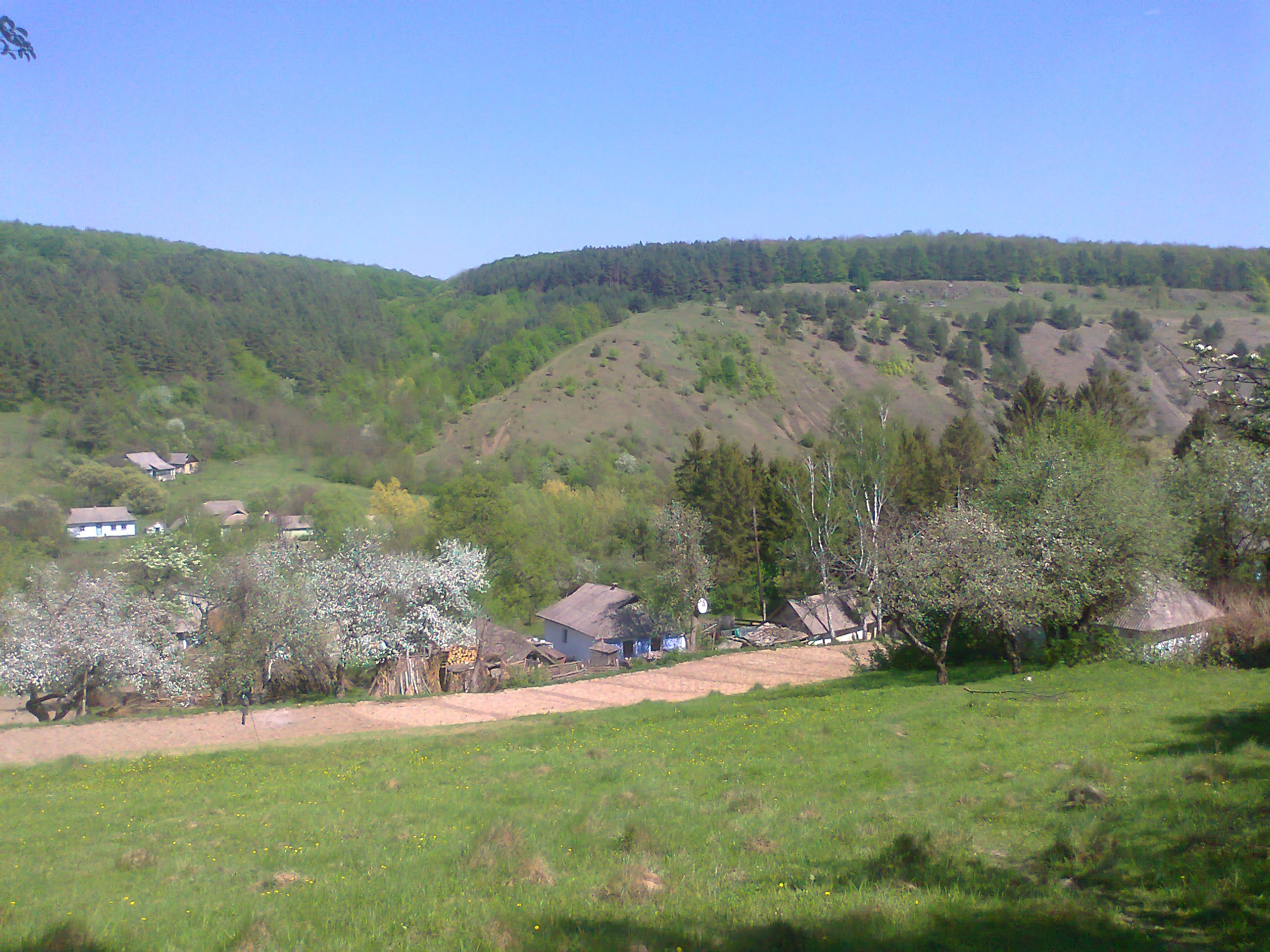
Весна у Яровій Слобідці
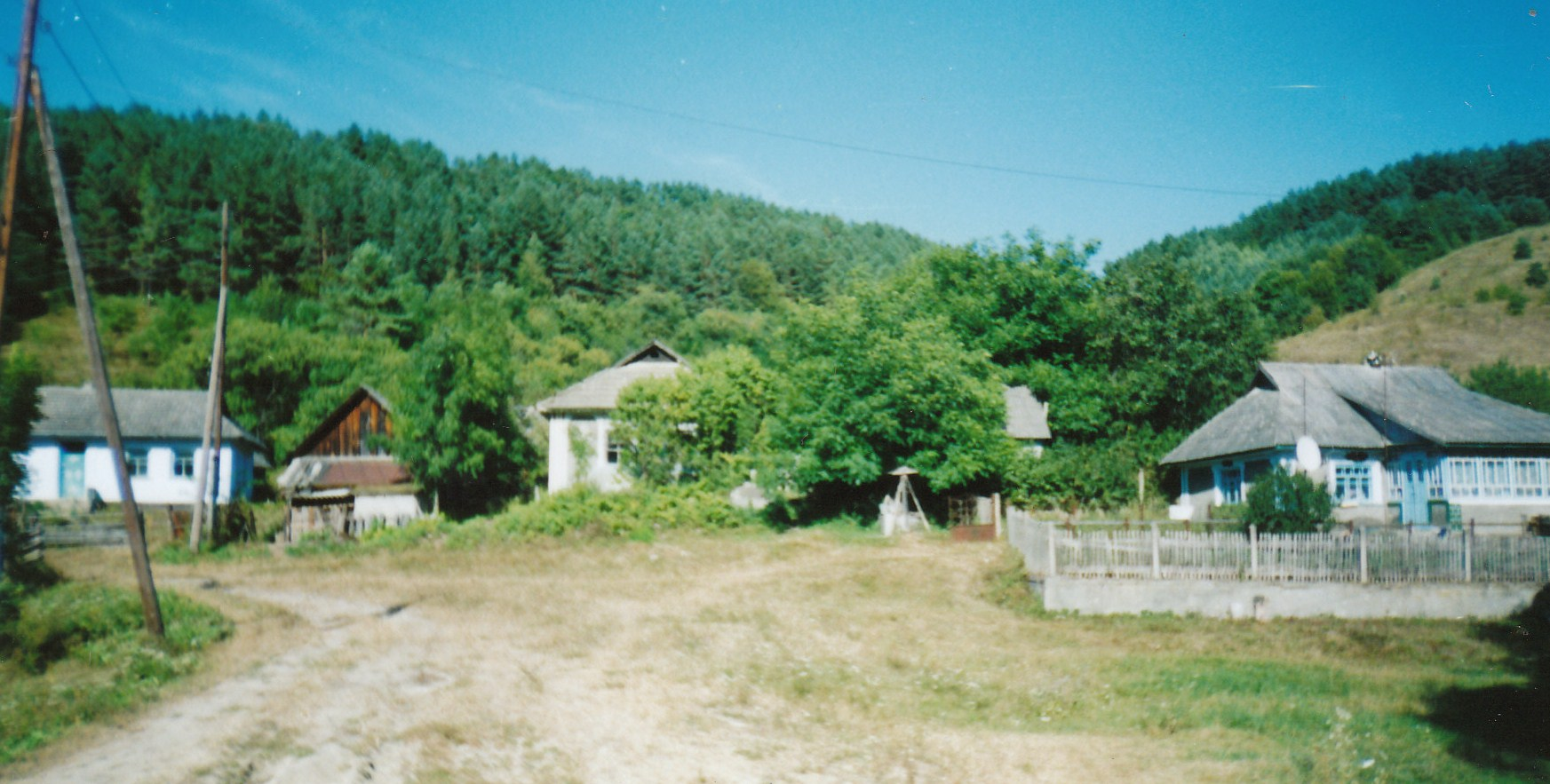
Ярова Слобідка. Вулиця Набережна
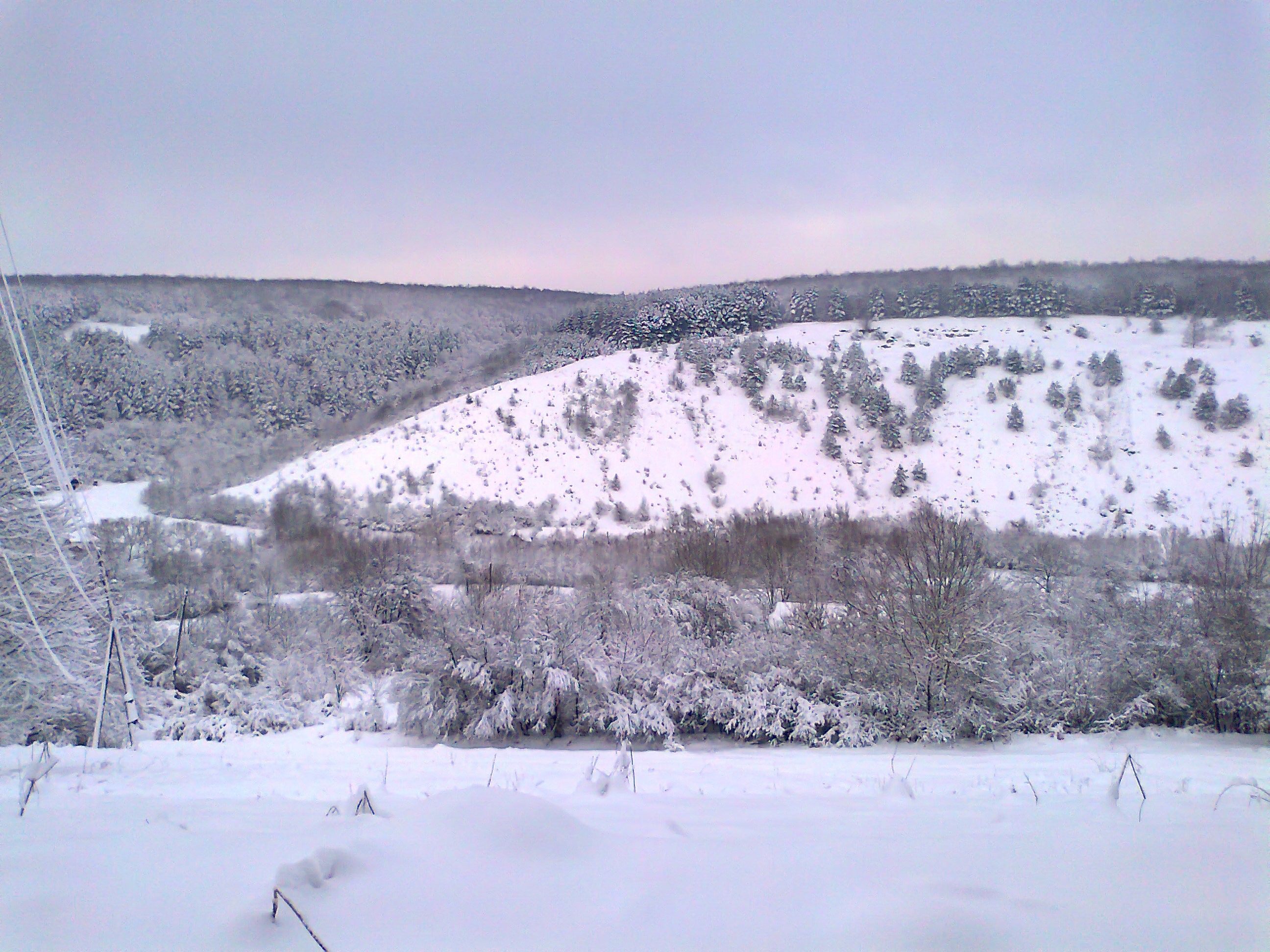
Зимові краєвиди
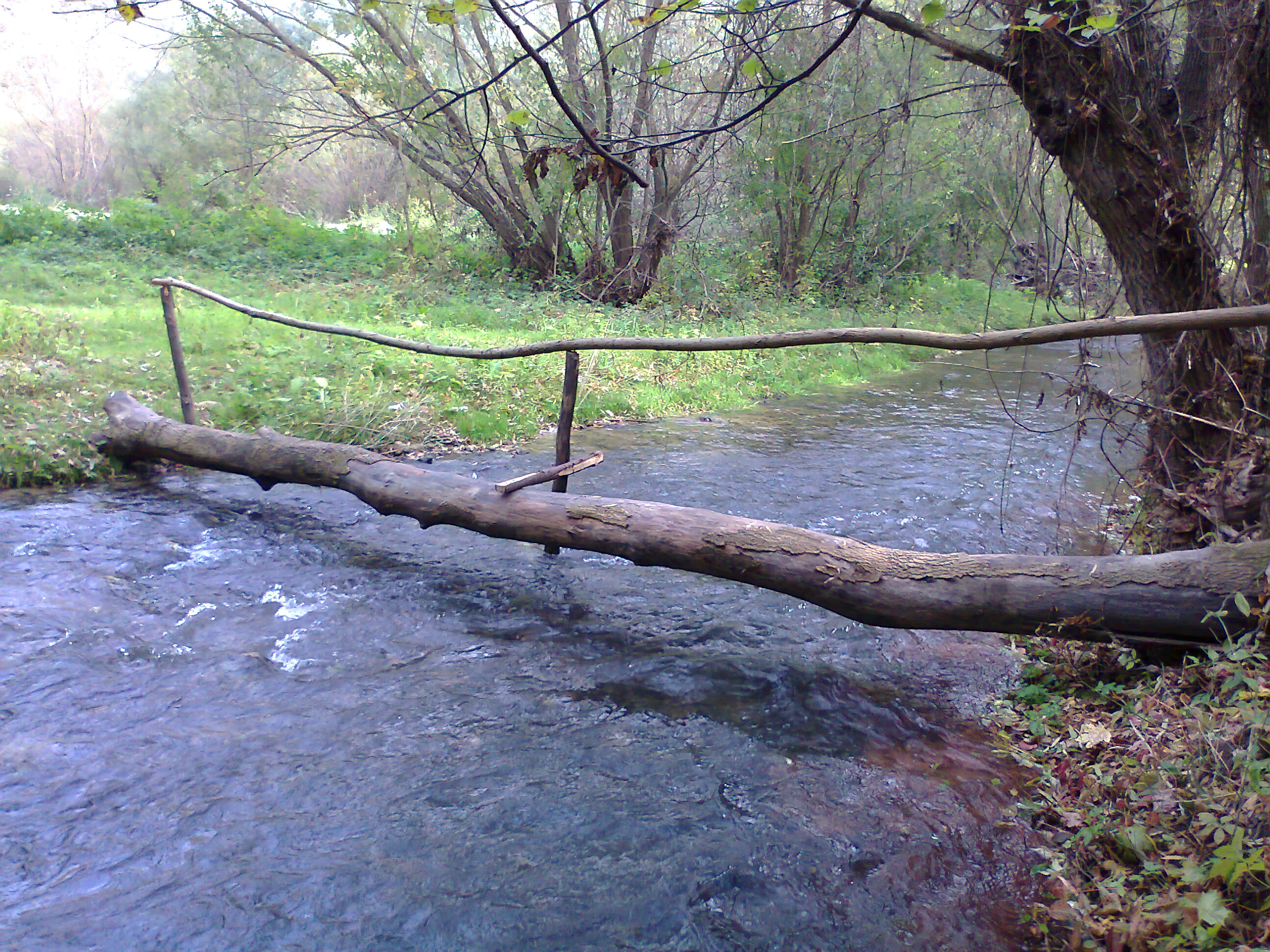
Річка Ушка
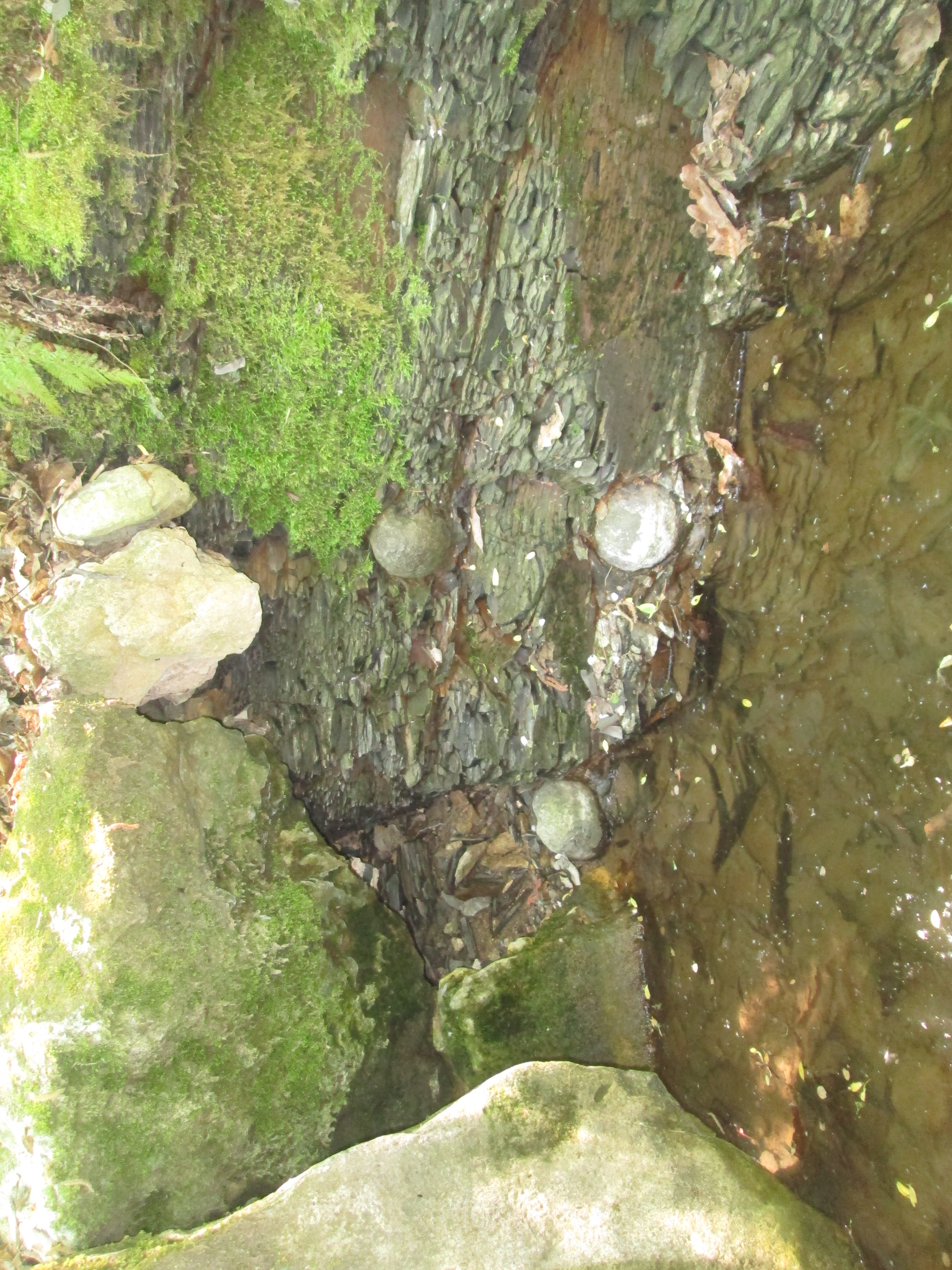
Родовище фосфоритів
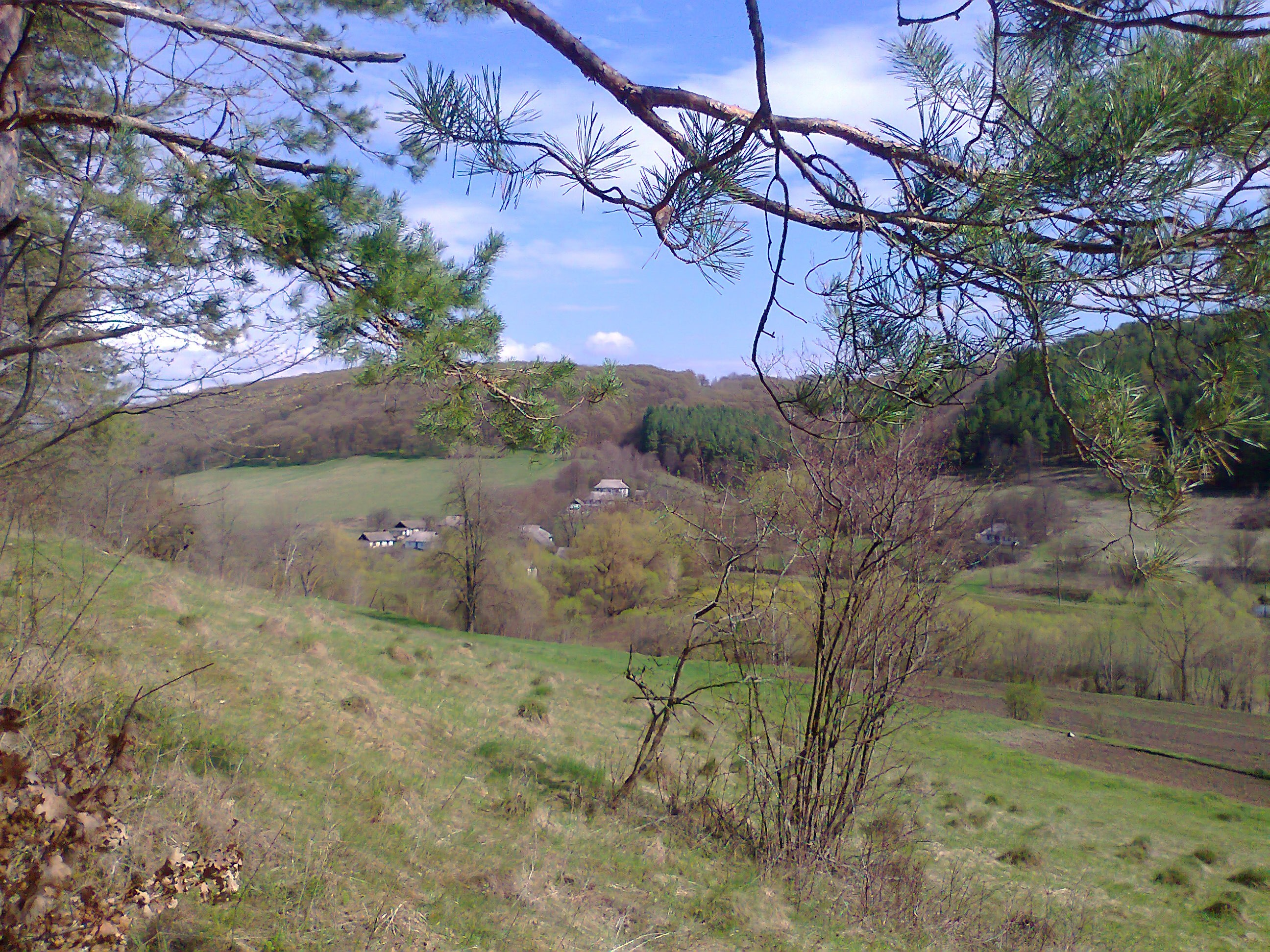
Соснові ліси довкола села
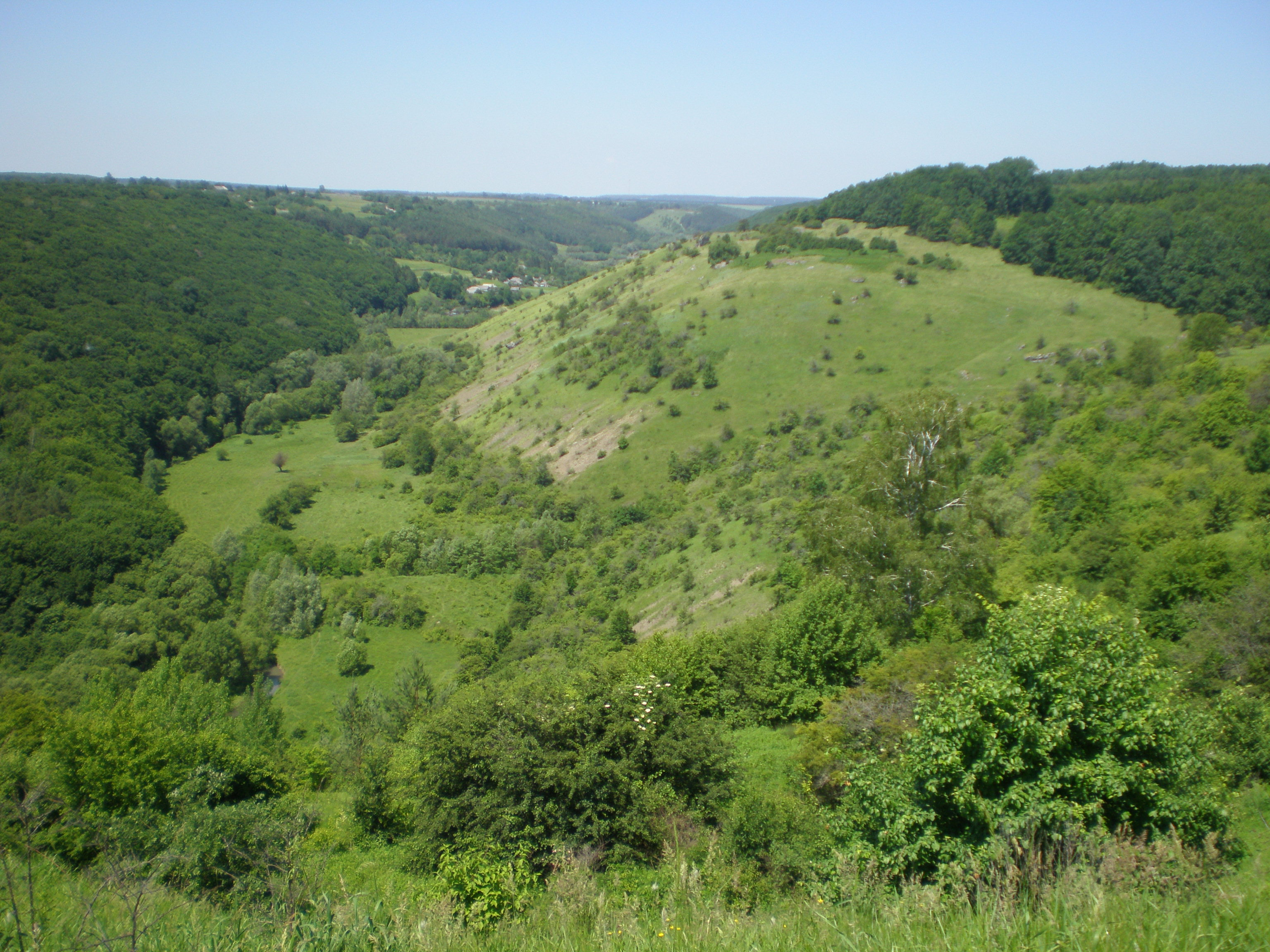
Східні околиці Ярової Слобідки
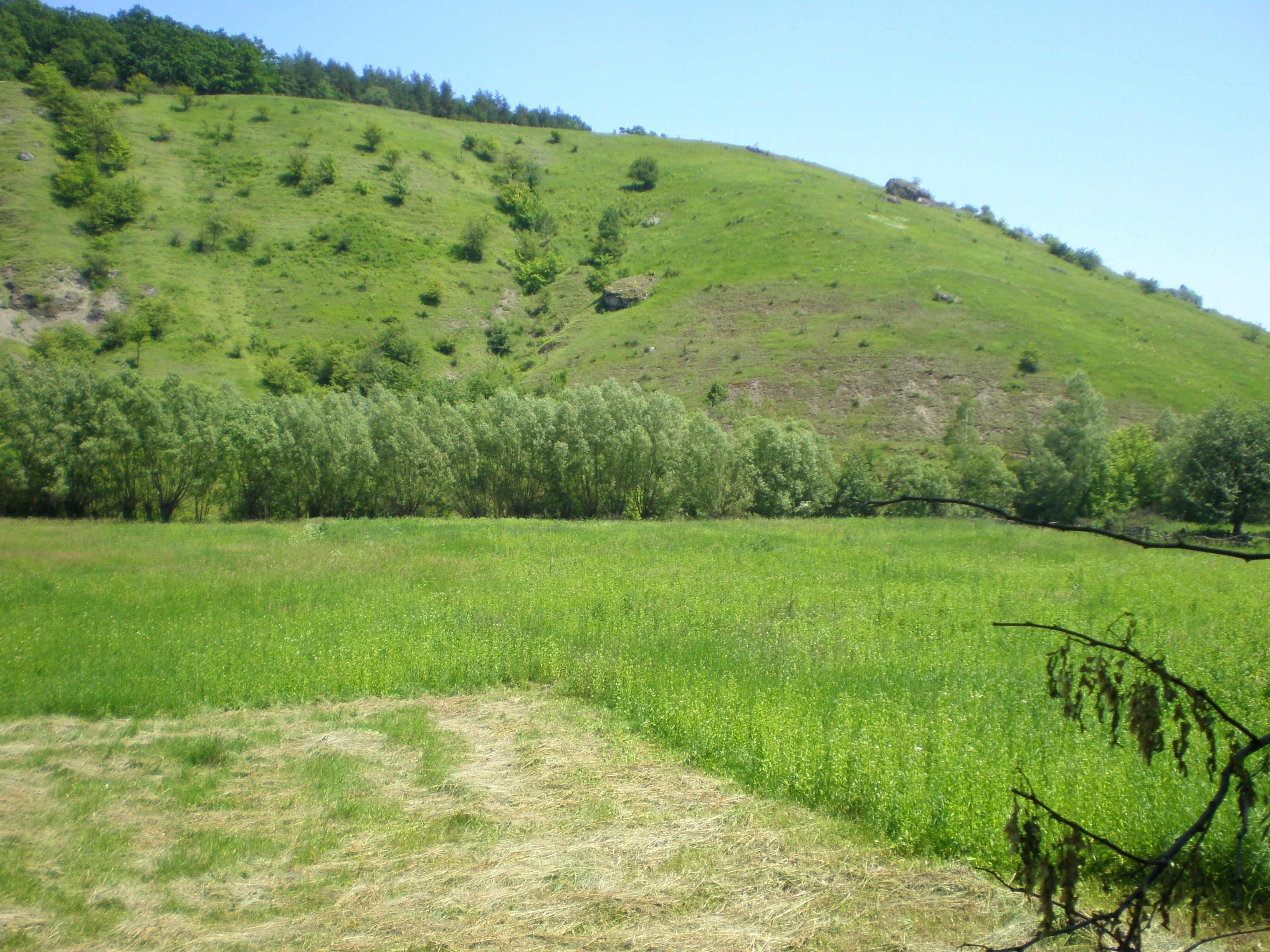
Урочище Виспа
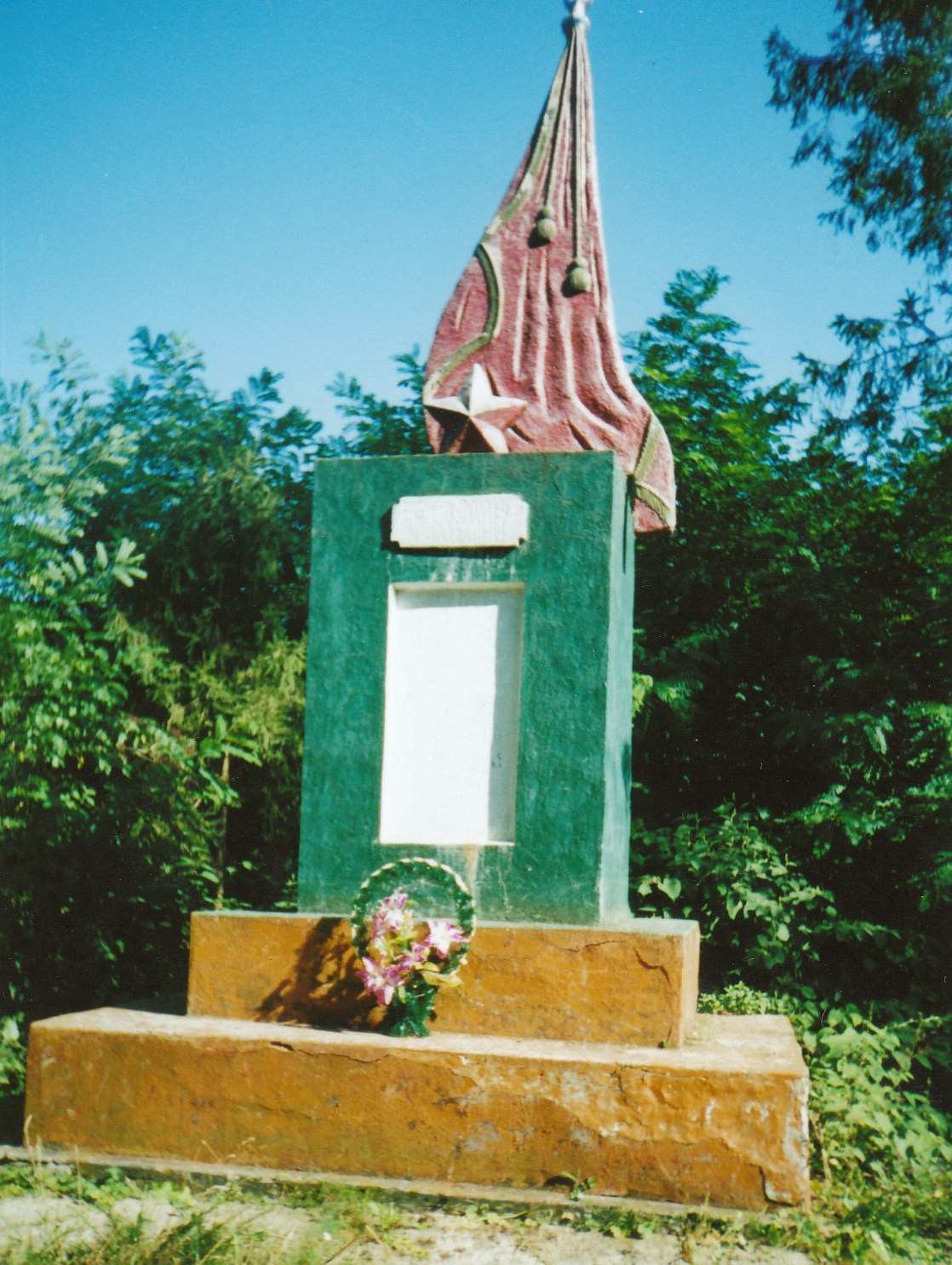
Пам’ятник воїнам-односельчанам, загиблим в роки Другої світової війни
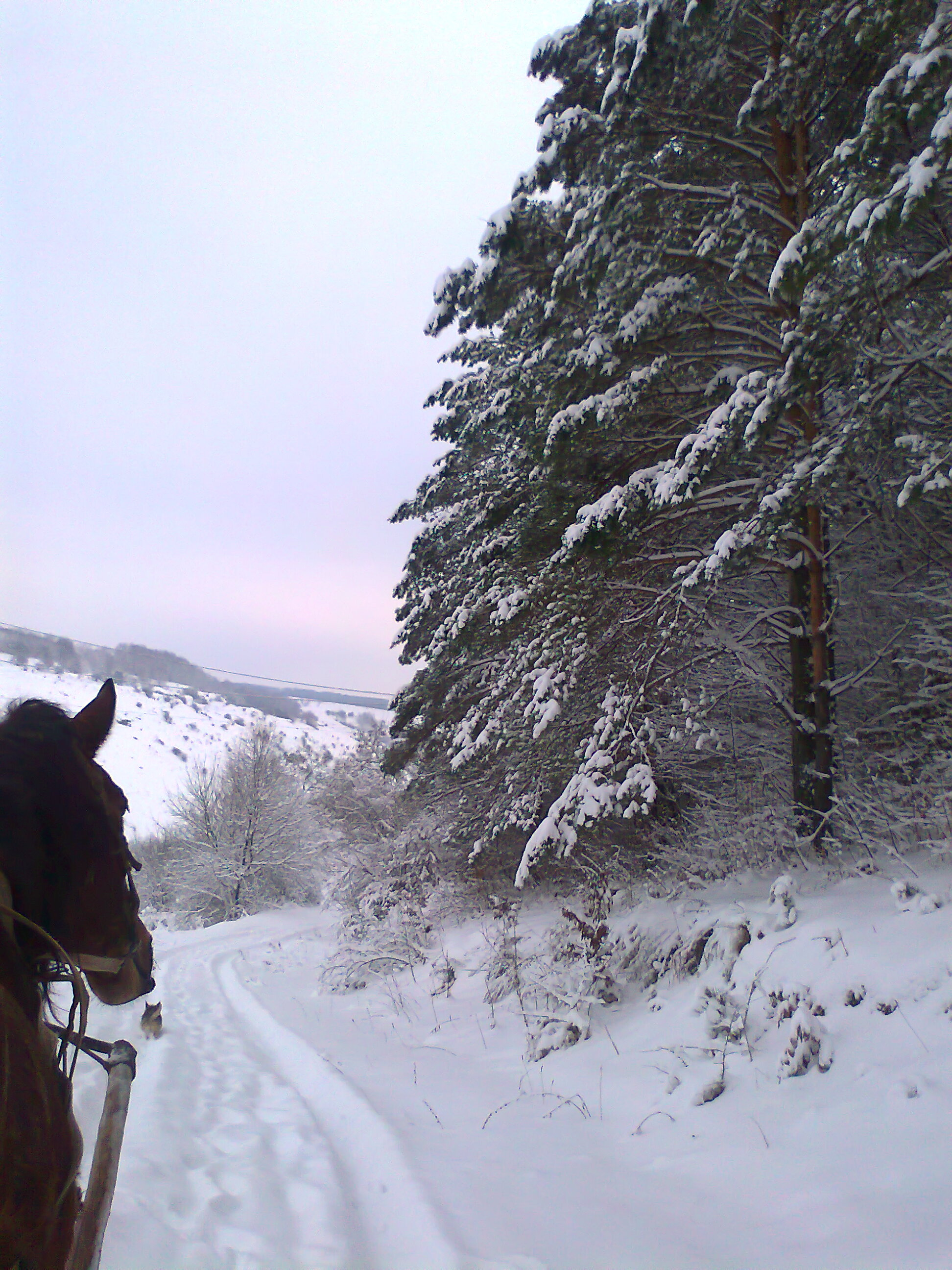
Засніжені зимові дороги Ярової Слобідки
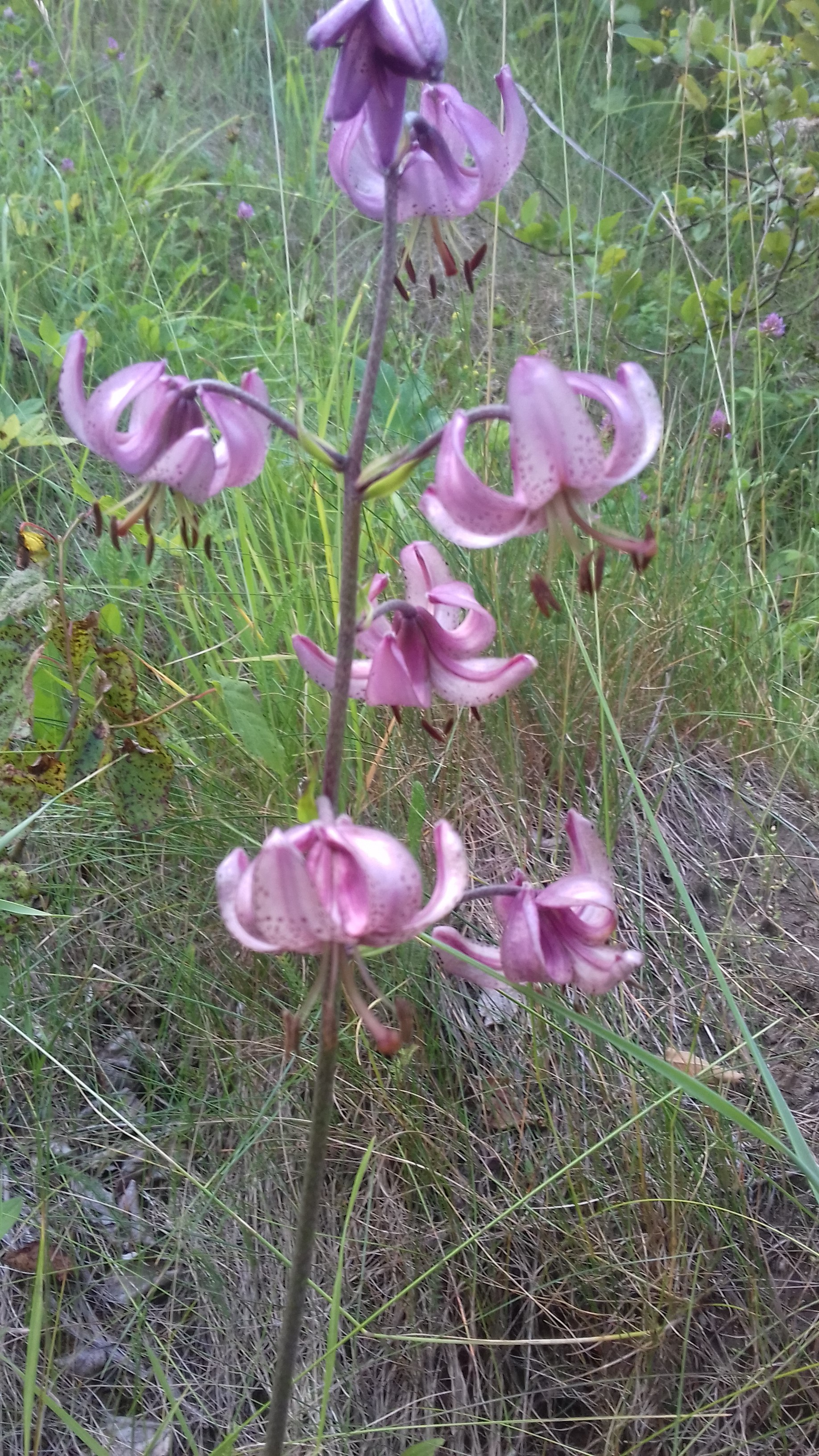
Червонокнижна лілія лісова
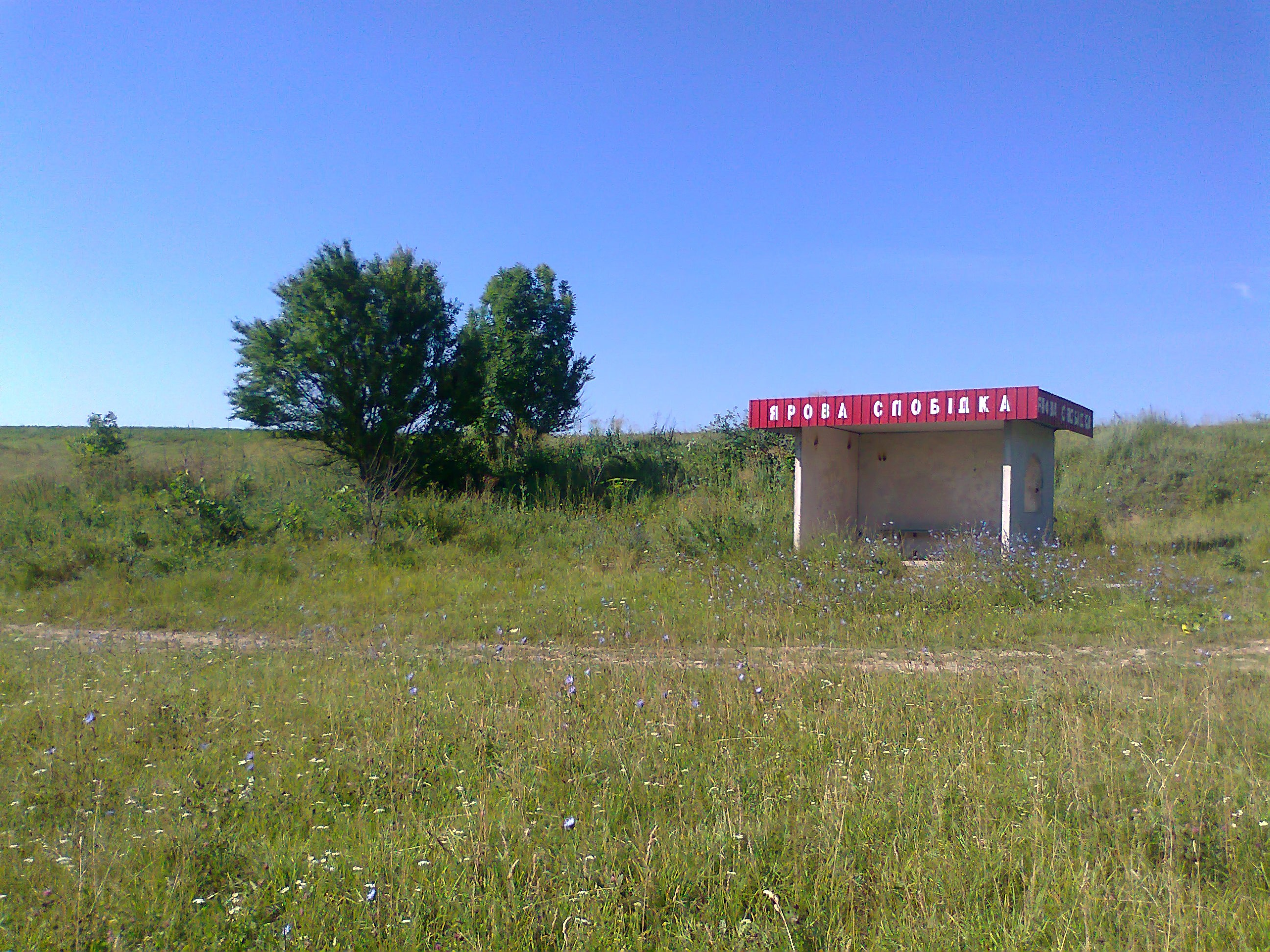
Автобусна зупинка у Яровій Слобідці
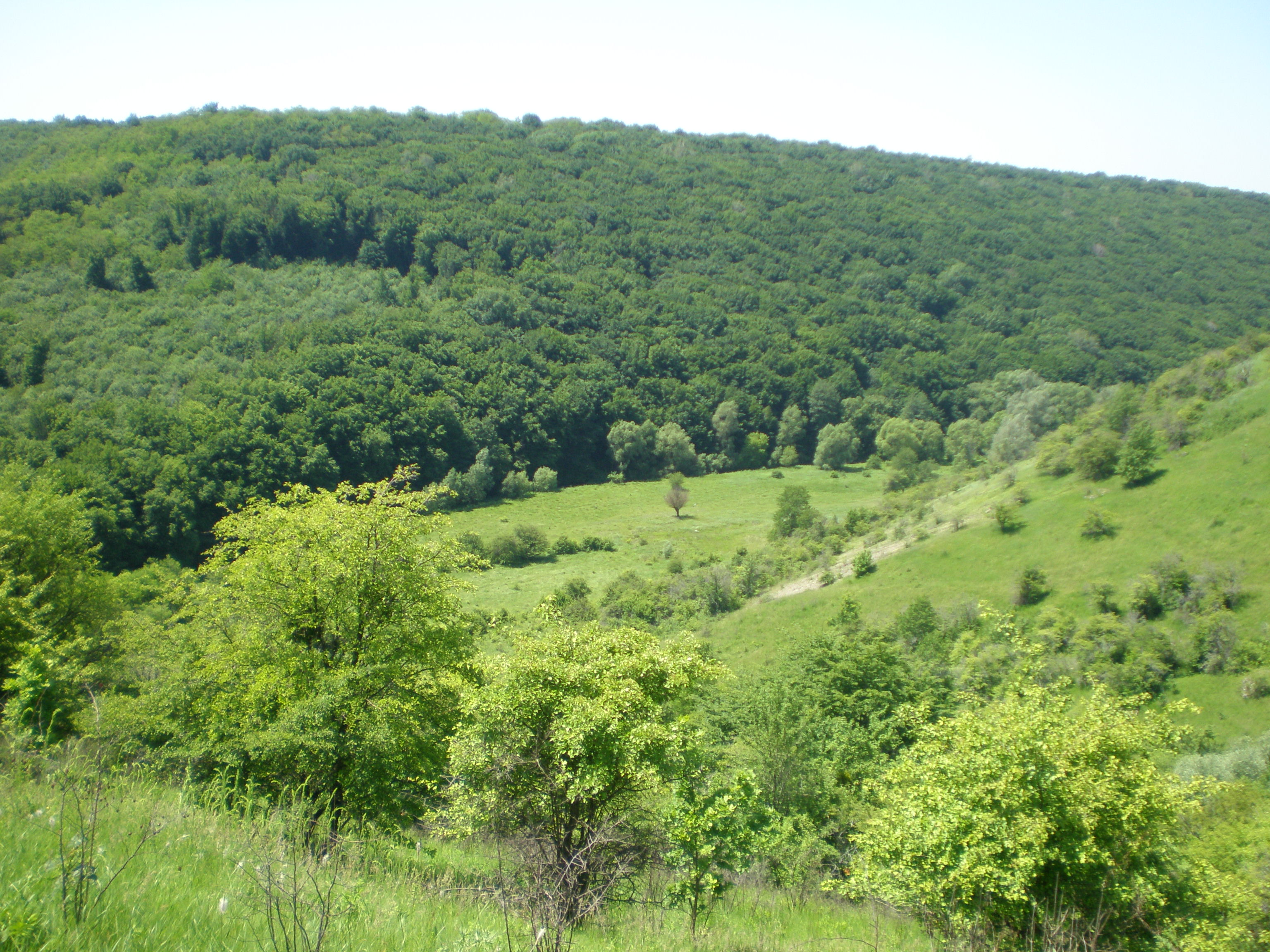
Мальовнича долина річки Ушки
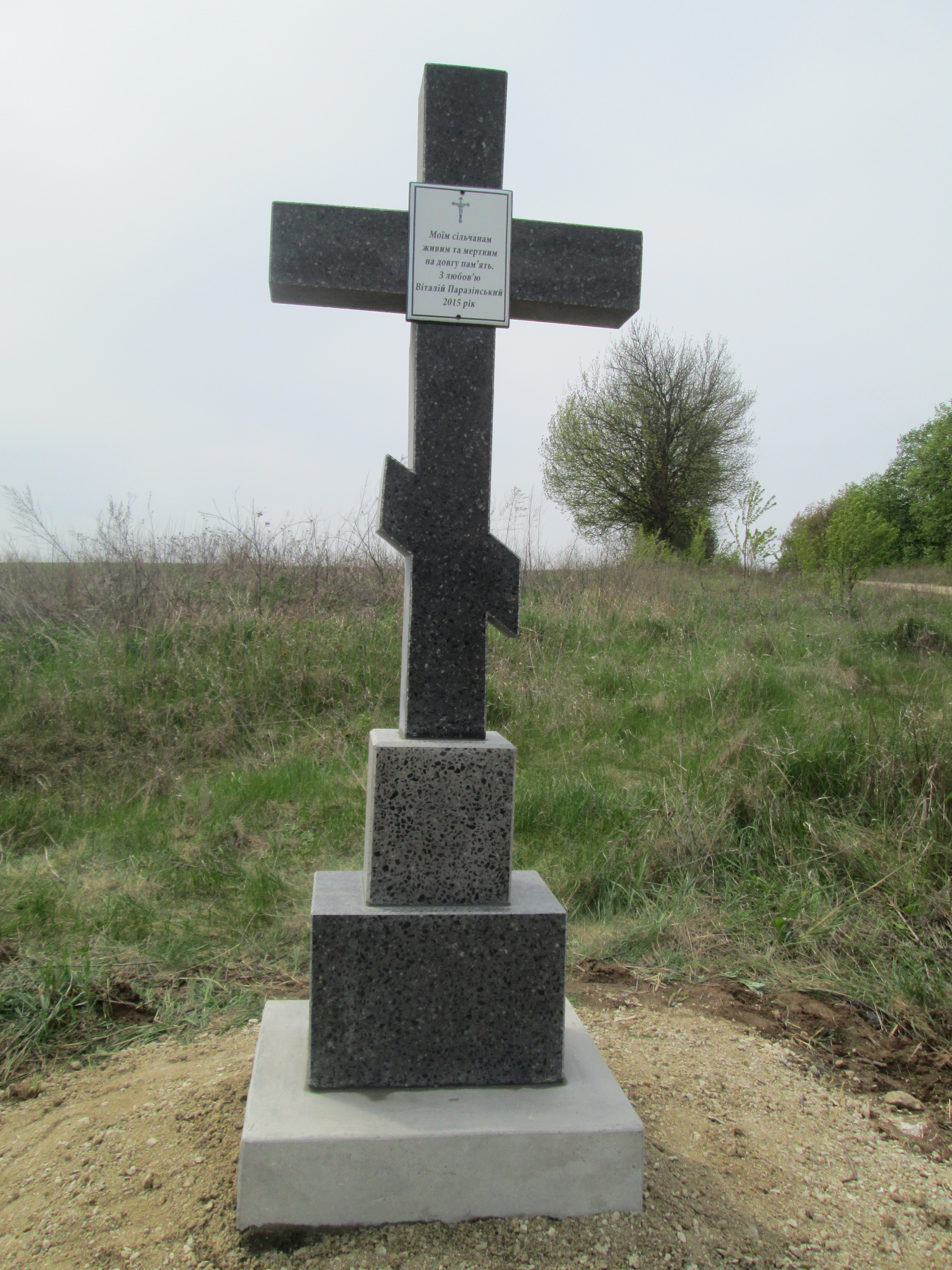
Пам’ятний знак на околиці села
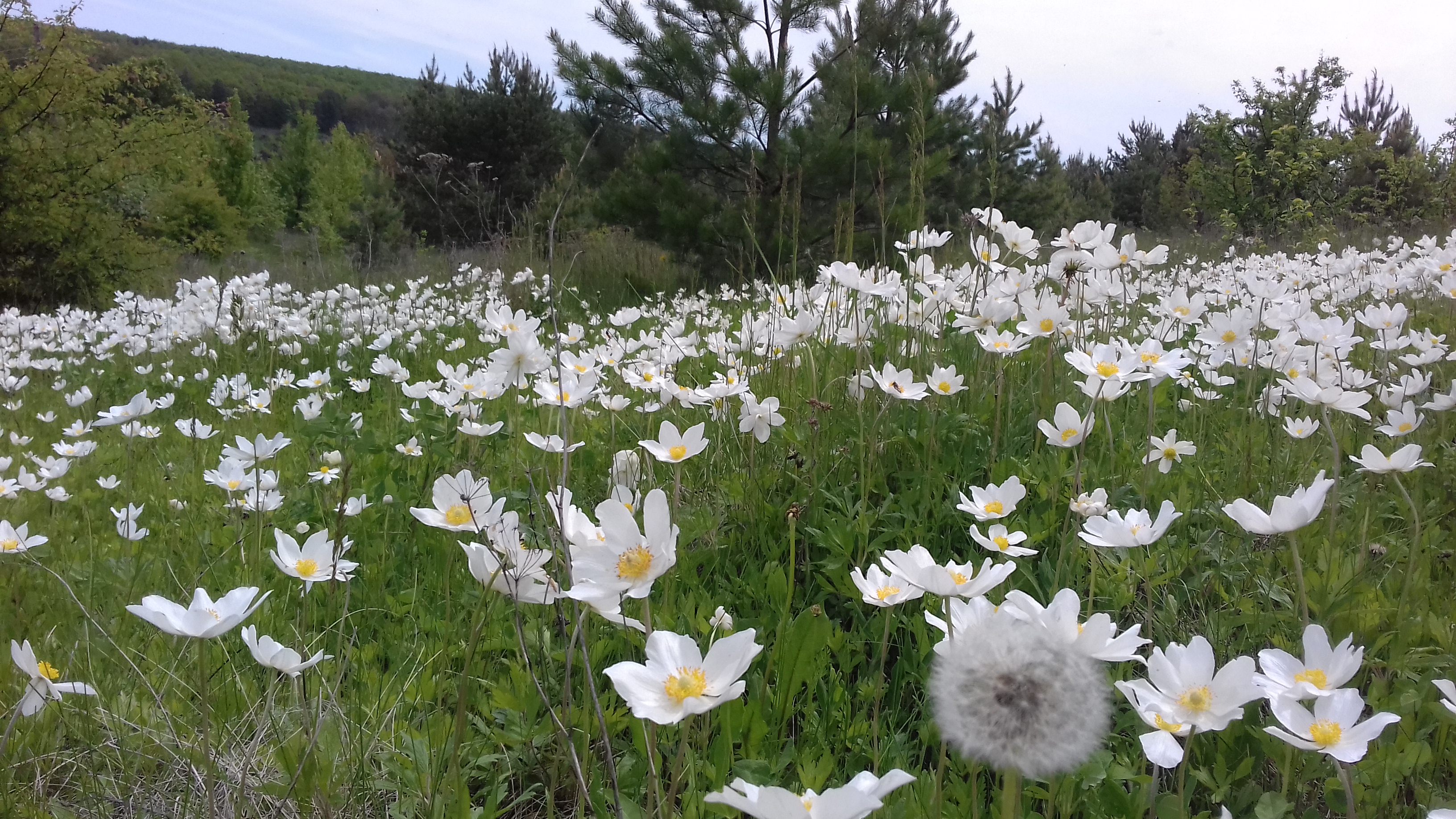
Ярова Слобідка. Квітує анемона лісова
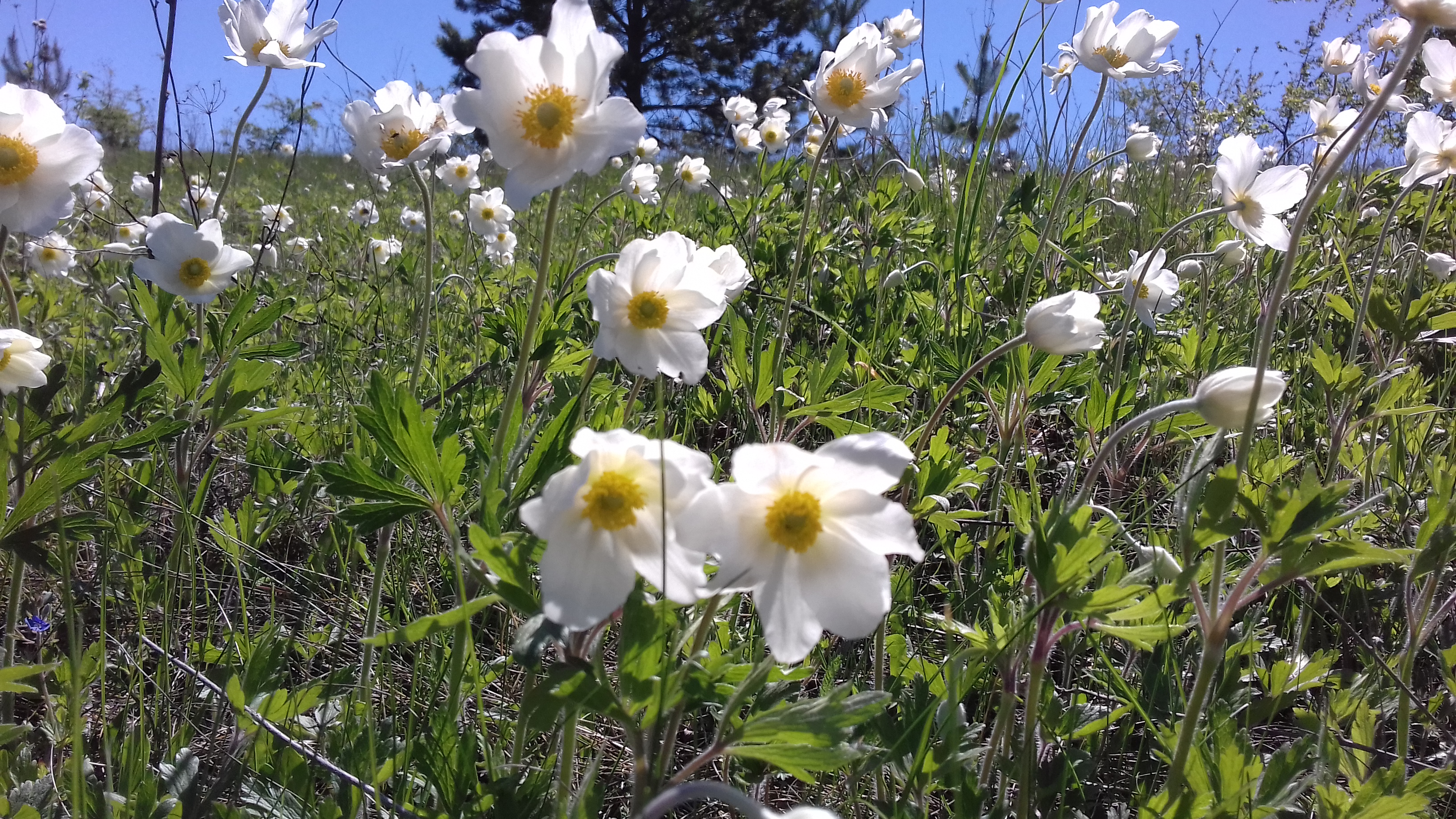
Галявина анемони лісової

## Відомі особи
- Ганушкевич Цезарій Мар'янович (1953, Ярова Слобідка) — український графік і живописець.

## Ганушкевич Цезарій Мар'янович

### Життєпис
Народився в селянській багатодітній родині.
У 1971 році закінчив Морозівську середню школу. Після служби в армії навчався у студії образотворчого мистецтва при Київському Жовтневому палаці у Миколи Олексійовича Родіна, а пізніше у Матвія Ілліча Гуляєва.
1979—1985 — навчався в Українському поліграфічному інституті ім. Івана Федорова (факультет книжної графіки, викладачі: Федір Глущук, Борис Валуєнко, Олександр Мікловда, Аркадій Нечипоренко та інші). Здобув спеціальність «художник — графік, художнє оформлення друкованої продукції».
1990—1993 — редактор відділу художнього оформлення журналу «Наука і суспільство».
1993 — головний художник журналу «П'ята пора».
1993—1995 — на творчій роботі.
1995—1996 — головний художник журналу «Ukraine», художній редактор журналу «Старт».
1997—2011 — провідний художник видавництва «Педагогічна преса».
З 2012 року на творчій роботі.
Живе у м. Києві.

### Творчість
Творча манера — напівформальний реалізм. Учасник більше 40 групових та персональних виставок. Його роботи знаходяться у приватних колекціях в Україні, Росії, Німеччині, Австрії, Англії, Іспанії, Італії, Канаді, Єгипті. Працює в галузі живопису та графіки.

### Публікації
Публікації про Цезарія Ганушкевича:
1. «Всесвіт Ярової Слобідки». Людмила Романюк. Журнал «ЖІНКА», № 11, 1995 р.
2. «Віртуоз пензля». І. Любисток. Газета «Дунаєвецький вісник», № 80, 23 жовтня 1997 р.
3. «Звучащая вселенная Цезария Ганушкевича». Оксана Ламонова. Газета «Киевские ведомости», 09.04.1997 р.
4. «З-під сузір'я Лева». Петро Нестеренко, мистецтвознавець. Журнал «Українська культура», № 8—9, 1997 р.
5. «Художник жіночих образів та квітів…». Газета «Володимирська, 15», № 5, березень 1997 року.
6. «Картини Ганушкевича всі оптимістичні». Ірина Красуцька, Марія Корюненко, газета «Освіта України», № 50, 8 грудня 1999 р.
7. «Небо в горішньому вікні». Валентина Давиденко, поетеса, заслужений журналіст України. Громадсько-політичний, літературно-художній часопис «Україна», ч. 12, 1999 р.
8. «Світ, в якому життя таке яскраве...» Тамара Чепельска. Газета «Іменем закону», № 7, 16.02.2001 р.
9. «Космічні сталкери і земні пейзажі». Валентина Давиденко. Всеукраїнський культурологічний тижневик «СЛОВО ПРОСВІТИ», ч. 26, 29 червня — 5 липня 2006 р.
10. «Грає кольорами небо грозове». Дмитро Шулікін. Газета «Освіта України», № 47, 23 червня 2006 р.
11. «Бузкове віяння весни». Уляна Воліковська. Газета «Освіта України», № 32, 27 квітня 2007 р.
12. «Розмаїття таланту художника Ганушкевича». Світлана Олійник. Газета «Дунаєвецький вісник», № 65—66, 28 серпня 2008 р.
13. «Знак оклику — життю». Валентина Давиденко. Всеукраїнський культурологічний тижневик «СЛОВО ПРОСВІТИ», ч. 34, 21—27 серпня 2008 р.
14. «Порух пензля створює досконалість». Максим Короденко, газета «Освіта України», № 84—85, 07 листопада 2008 р.
15. «Кольори не того краму». Людмила Яновська. Тижневик «ВІСТІ», № 51, 18 грудня 2008 р.
16. «Малюватиму вербу плакучу». Валентина Давиденко. Журнал «Київ», № 2, 2010 р.
17. «Багатобарвний світ Ганушкевича». Оксана Ламонова. Газета «День», № 7, 19 січня 2011 р.
18. «Джазова палітра Цезарія Ганушкевича». Людмила Яновська. Журнал «Київ», № 6, 2013 р.
19. «На що полює Цезарій XII». Людмила Яновська. Газета «Урядовий кур'єр», № 149, 17 серпня 2013 р.
20. «Казка від Цезарія Ганушкевича». Едуард Овчаренко. Всеукраїнський культурологічний тижневик «СЛОВО ПРОСВІТИ», № 16, 21—27 квітня 2016 р.
21. «Народжений на Хмельниччині, закоханий у життя» Віра Свистун. Український парламентський клуб «НАЦІЯ», № 2, березень 2017 р.